# Paltsgraafschap aan de Rijn
Het paltsgraafschap aan de Rijn, de Keur-Palts of kortweg de Palts (Duits: kurfürstliche Pfalzgrafschaft bei Rhein (Kurpfalz), Latijn: palatinatus rheni) was een wereldlijk rijksvorstendom in het Heilige Roomse Rijk. Het Paltsgraafschap ontstond in de hoge middeleeuwen en werd in 1803 opgedeeld. In de 13e eeuw werd de Palts een van de zeven keurvorstendommen in het Heilige Roomse Rijk, waardoor de paltsgraaf het recht had om mede de Rooms-Duitse koning te kiezen.
Het territorium van de Palts bestond uit verschillende niet-aaneengesloten gebieden aan beide zijden van de Rijn. In de loop van de geschiedenis werd het gebied regelmatig uitgebreid, maar veel gebieden gingen later weer verloren. Het politieke, economische en culturele centrum van het land lag rond de samenvloeiing van de Neckar en de Rijn. Hier lagen ook de oude hoofdstad Heidelberg en de latere hoofdstad Mannheim. Tussen 1329 en 1623 was ook de Opper-Palts, in het noorden van Beieren, een onderdeel van het keurvorstendom. In 1512 werd de Palts ingedeeld bij de Keur-Rijnse Kreits.
Als keurvorstendom was de Palts een van de invloedrijkste gebieden in het Heilige Roomse Rijk. De macht van de Palts bereikte een hoogtepunt tijdens de regering van Paltsgraaf Ruprecht als Rooms-koning (1400–1410). Het land bereikte zijn grootste territoriale omvang aan het einde van de 15e eeuw. In de late 16e en vroege 17e eeuw speelden de keurvorsten een grote rol als aanvoerders van de calvinistische vorsten in het Heilige Roomse Rijk. Tijdens de Dertigjarige Oorlog en de Negenjarige Oorlog werd het land verwoest en de bevolking gedecimeerd, waardoor de Palts zijn politieke betekenis verloor. Economisch was de Palts vooral bekend als wijnproducent.

## Geschiedenis

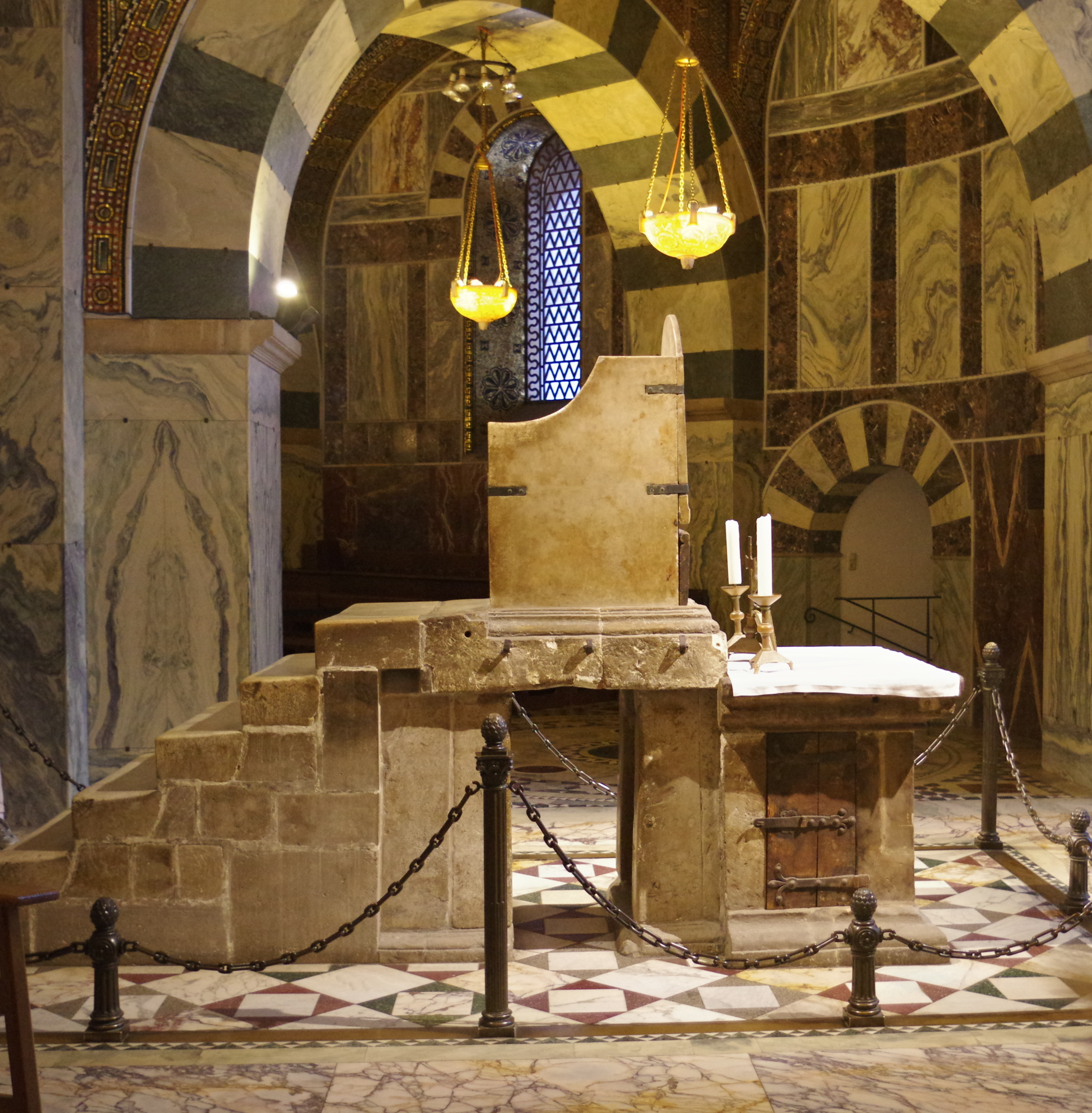
De koningstroon in de Dom van Aken. De Paltsgraven van Lotharingen waren onder andere verantwoordelijk voor de koningpalts in Aken.

### Het ontstaan van het paltsgraafschap
Hoewel de lijn van paltsgraven aan de Rijn teruggaat tot de 10e eeuw kwam het gebied dat met deze titel verbonden was pas in de 12e eeuw vast te liggen. In 1214 kwam de Palts in handen van een vaste dynastie: het huis Wittelsbach.
Paltsgraven waren oorspronkelijk verantwoordelijk voor het onderhoud en de bevoorrading van koninklijke paltsen, paleizen waartussen de koning op reizen heen en weer trok. In de 10e eeuw bestonden er in het Heilige Roomse Rijk tegelijkertijd verschillende paltsgraven, die elk voor de paltsen in een deel van het Rijk verantwoordelijk waren. De meeste paltsgraafschappen verdwenen echter in het verloop van de middeleeuwen.
De voorlopers van de paltsgraven aan de Rijn waren de paltsgraven van Lotharingen. In 985 verkreeg Herman de Zwakke uit de dynastie der Ezzonen het paltsgraafschap. De belangrijkste bezittingen van de Ezzonen lagen in het Nederrijngebied rond Keulen en in de noordelijke Eifel. Toen de Ezzonen in mannelijke lijn uitstierven in 1085 vielen hun gebieden terug aan de keizer en de Kerk. Keizer Hendrik IV beleende vervolgens zijn volgeling Hendrik van Laach met de titel paltsgraaf.
Met de belening van Hendrik verschoven de gebieden van het paltsgraafschap naar het zuiden, waar Hendrik de Abdij Maria Laach stichtte. Hendrik werd nog opgevolgd door zijn stiefzoon Siegfried, maar het lukte niet om de Palts erfelijk te maken. Tussen 1113 en 1156 werd de palts, vaak na onderlinge oorlogen, door steeds nieuwe families bestuurd. Rond 1150 werd onder paltsgraaf Herman van Stahleck de titel "Paltsgraaf van de Rijn" (Latijn: Comes palatinus de Rheno of Rheni) gebruikelijk.

### Staufen en Welfen
Na de dood van Herman van Stahleck beleende keizer Frederik I Barbarossa in 1156 zijn stiefbroer Koenraad de Staufer als erfelijk paltsgraaf. Met de steun van de keizer bouwde Koenraad langs de Rijn een nieuw territorium op. Het door Koenraad opgebouwde Paltsgraafschap bestond uit vier kerngebieden die hij op verschillende manieren in handen kreeg. Bacharach met kasteel Stahleck was een erfenis van Herman van Stahleck terwijl Alzey door de keizer aan Koenraad was gegeven. Neustadt was oorspronkelijk een leen van het bisdom Spiers en Heidelberg van de bisschop van Worms. Door de gunstige ligging, op de handelsweg tussen Frankfurt en Bazel en de route van Spiers en Worms langs de Neckar naar het oosten, groeide Heidelberg uit tot de belangrijkste stad van de Palts. Met het verkrijgen van de voogdijrechten over de Abdij van Lorsch kon Koenraad zijn macht over het gebied rond de stad nog verder uitbreiden.
|  |
|  |

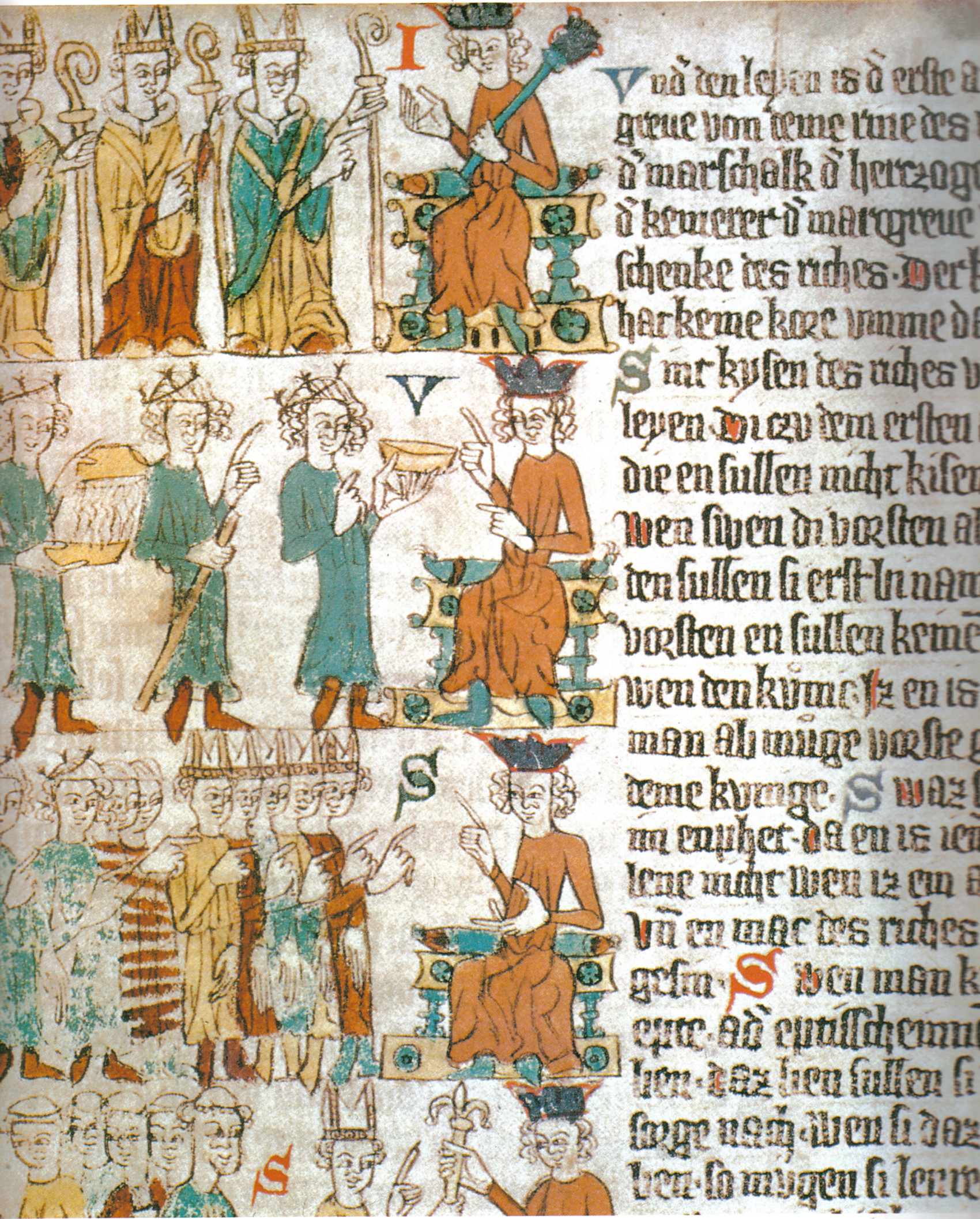
Koningskeuze in de Saksenspiegel (1300). Op de middelste rij staat de paltsgraaf voor de koning met een gouden schotel in zijn handen.

Kaart van de Palts in 1329 na het Verdrag van Pavia. De opper-Palts is niet afgebeeld.

Koenraad stierf zonder mannelijke erfgenaam, waardoor de Palts via zijn dochter Agnes aan haar man Hendrik de Lange uit het huis Welf kwam. Nadat ook de Welfische paltsgraven in mannelijke lijn uitgestorven waren, kwam de Palts in 1214 toe aan hertog Lodewijk I van Beieren uit het huis Wittelsbach.

### Langs de Donau en de Rijn
Beieren en de Palts bleven door de belening van Lodewijk I voor ruim een eeuw met elkaar verbonden. In 1255, na de dood van Lodewijks zoon Otto II van Beieren, werd het hertogdom Beieren verdeeld. De Palts en Opper-Beieren kwamen aan Lodewijk II, de oudste zoon. Als voogd van Konradijn, de laatste mannelijke afstammeling uit het huis Hohenstaufen, lukte het Lodewijk II om zijn gebieden uit te breiden met voormalige bezittingen van de Hohenstaufers. Ook kocht hij het gebied rond Kaub, waar zijn opvolgers een tolstation, Kasteel Pfalzgrafenstein, lieten bouwen. Vanwege hun macht en rijkdom werden de paltsgraven onderdeel van de groep keurvorsten, dit zijn de rijksvorsten die de Duitse koning mochten kiezen.
Lodewijk II werd in 1294 opgevolgd door zijn oudste zoon Rudolf, maar het lukte Rudolfs jongere broer Lodewijk de Beier om zich in 1301 te laten benoemen tot mederegent in Opper-Beieren. Lodewijk werd in 1314 tot koning gekozen en na een troonstrijd wist Lodewijk zijn broer zelfs van de troon te stoten. Lodewijk nam de regering van zowel de Palts als heel Beieren op zich, hoewel hij de Palts in naam regeerde voor zijn oudste neef Adolf. Na Adolfs dood sloot Lodewijk in 1329 het Verdrag van Pavia met de tweede zoon van zijn broer Rudolf I. In het verdrag werd afgesproken dat de Palts terugkwam aan de opvolgers van Rudolf, maar dat Opper-Beieren in handen van Lodewijk en zijn erfgenamen bleef. Als compensatie hiervoor kregen de paltsgraven het noordelijke deel van Beieren. Dit gebied werd later bekend als de Opper-Palts. In zijn functie als keizer droeg Lodewijk de Beier ook een aantal bezittingen van het Rijk aan de Paltsgraven over. Hun stem als keurvorst zouden de twee takken onder elkaar af laten wisselen.

### Van keurvorst tot koning
Na de dood van keizer Lodewijk de Beier werden de paltsgraven belangrijke aanhangers van zijn opvolger keizer Karel IV. Vanwege hun hoge schulden moesten de paltsgraven wel het noordelijke deel van de Opper-Palts aan de keizer afstaan, maar de keizer beloonde hen voor hun trouw met verschillende rechten en gebieden. In de Gouden Bul uit 1356 stelde Karel IV vast dat de Paltsgraaf aan de Rijn, en niet de hertog van Beieren, tot de groep van zeven keurvorsten behoorde. De Beierse tak weigerde dit te accepteren en de strijd om het keurrecht verzuurde de relaties tussen de twee takken tot in de 18e eeuw. In de Gouden Bul werd ook beslist dat keurvorsten hun kerngebied nooit mochten verdelen en werd de paltsgraaf benoemd tot een van de twee rijksvoogden. Als rijksvoogd mocht de paltsgraaf tijdens een interregnum bepaalde keizerlijke taken uitvoeren in de delen van het Rijk met Frankisch recht.

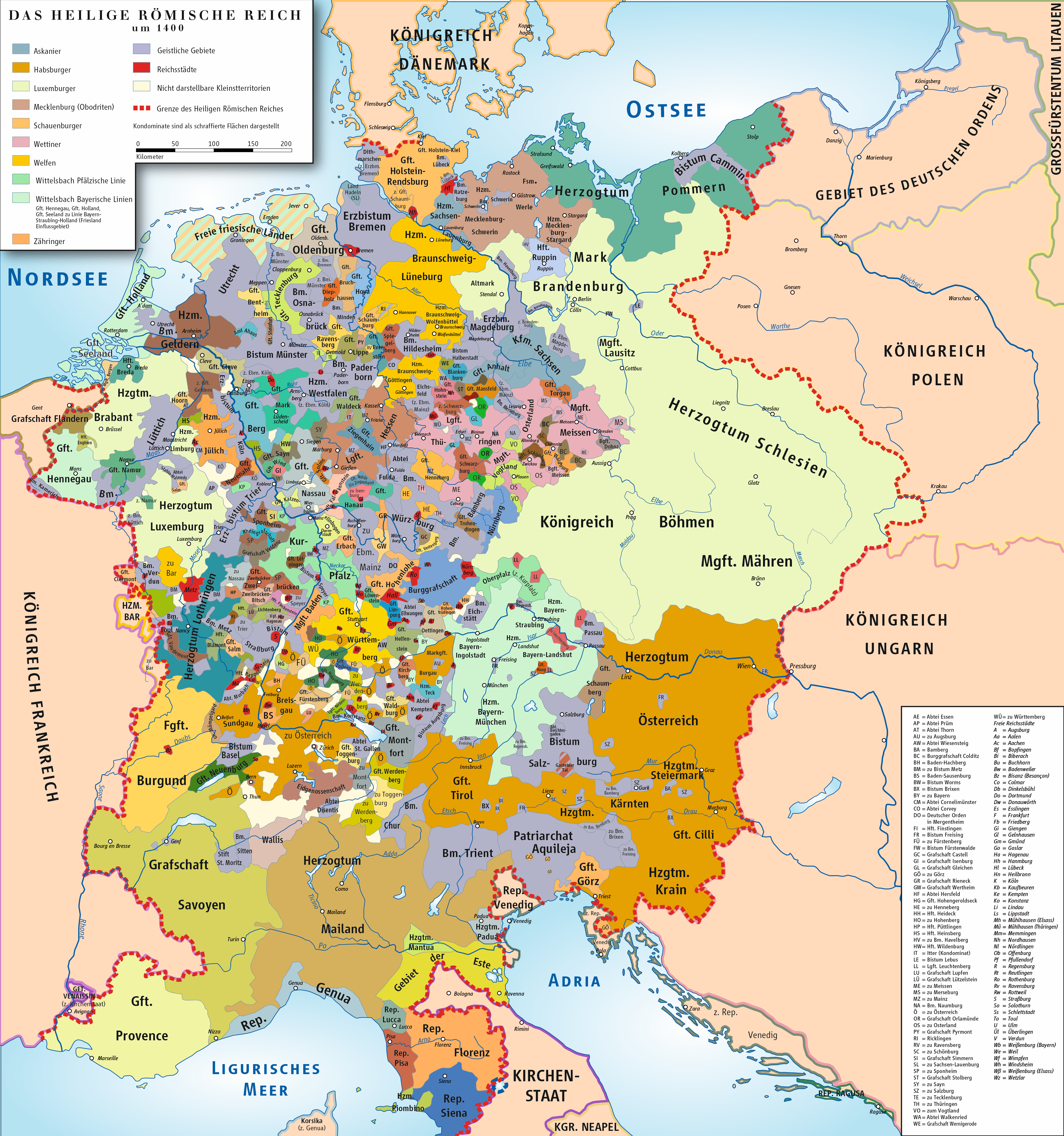
Kaart van het Heilige Roomse Rijk rond 1400.
De Palts.

Kaart van de Palts in 1410. Gebieden die de Palts in pand kreeg van het Rijk zijn geel afgebeeld. De opper-Palts is niet afgebeeld.

Het keurvorstendom bracht de Palts niet alleen veel prestige, maar ook materiële voordelen. Karel IV verpandde verschillende gebieden, zoals Kaiserslautern en Simmern, aan de Palts om zo steun te krijgen voor de verkiezing van zijn zoon Wenceslaus. Keurvorst Ruprecht I stichtte in 1386 de derde universiteit van het Rijk in Heidelberg. De universiteit was niet alleen een opleidingscentrum voor ambtenaren en theologen, maar ook een belangrijk statussymbool voor de keurvorsten. Met 4000 inwoners kon Heidelberg zich echter niet meten met grote universiteitssteden als Parijs en Praag.

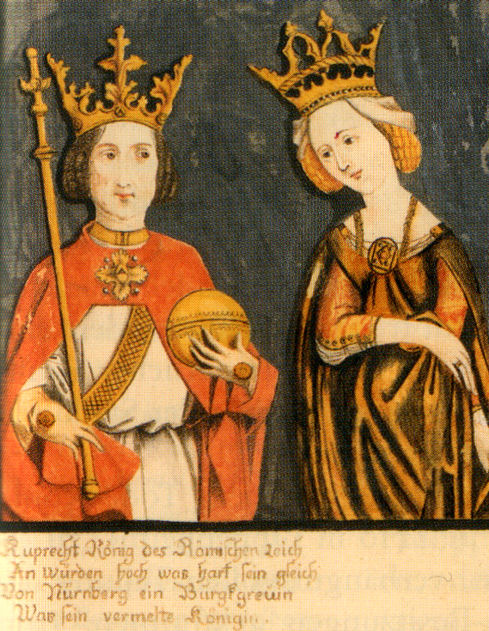
Ruprecht van de Palts met zijn vrouw Elisabeth.

In 1400 bereikte de ontevredenheid van de Duitse vorsten over de regering van koning Wenceslaus een hoogtepunt. Wenceslaus bezocht Duitsland bijna nooit en in Bohemen had hij last van verschillende opstanden. Samen met de keurvorsten van Mainz, Trier en Keulen zette keurvorst Ruprecht III Wenceslaus af wegens slecht bestuur. Vervolgens stemde Ruprecht, gesteund door zijn drie medestanders, voor zichzelf als nieuwe koning van Duitsland.
Ruprecht werd door een deel van de keurvorsten en door de afgezette koning Wenceslaus nooit als koning erkend. Omdat voorgaande koningen grote delen van het kroondomein verpand hadden leverde het koningschap Ruprecht ook financieel weinig op. De opbrengsten van de Palts alleen waren te laag om de kosten van het koningschap te dekken. Hierdoor moest Ruprecht wegens geldgebrek de gebruikelijke reis naar Italië, waar hij zich door de paus tot keizer wilde laten kronen, afbreken. Wel kon Ruprecht zijn koningschap gebruiken om opnieuw gebieden aan zijn territorium toe te voegen: van Bohemen kreeg hij de Opper-Palts terug en hij verpandde de Rijkslandvoogdijen over Ortenau en de Elzas aan zichzelf. Ruprecht stierf in 1410, hoge schulden achterlatend, zonder dat hij geprobeerd had om zijn erfgenaam tot nieuwe koning te laten kiezen.

### Opdeling en uitbreiding
Ruprecht III had in zijn testament bepaald dat de Palts onder zijn vier nog levende zonen verdeeld moest worden. Als oudste zoon kreeg Lodewijk III de kerngebieden en werd hij de nieuwe keurvorst. Johan kreeg Palts-Neumarkt uit een deel van de Opper-Palts, Stefan kreeg Simmern en Zweibrücken aan de linkerzijde van de Rijn en Otto kreeg met Palts-Mosbach gebieden ten oosten van Heidelberg.
De takken Palts-Neumarkt en Palts-Mosbach stierven al in de 15e eeuw uit waarmee hun gebieden weer aan het keurvorstendom kwamen. De linie Palts-Simmern-Zweibrücken daarentegen bleef bestaan en tot aan de late 18e eeuw bestonden er verschillende vorstendommen die door deze tak geregeerd werden.
Lodewijk III zette de politiek van zijn voorgangers om de keizer zo veel mogelijk te steunen voort. Als dank erkende de nieuwe keizer Sigismund het koningschap van Ruprecht en bevestigde hij het bezit van de Palts over verschillende door het Rijk verpande gebieden. Lodewijk III hield in opdracht van de keizer tegenpaus Johannes XXIII vast op een van zijn kastelen en op het Concilie van Konstanz begeleidde de keurvorst de tot ketter veroordeelde hervormer Johannes Hus naar de brandstapel.

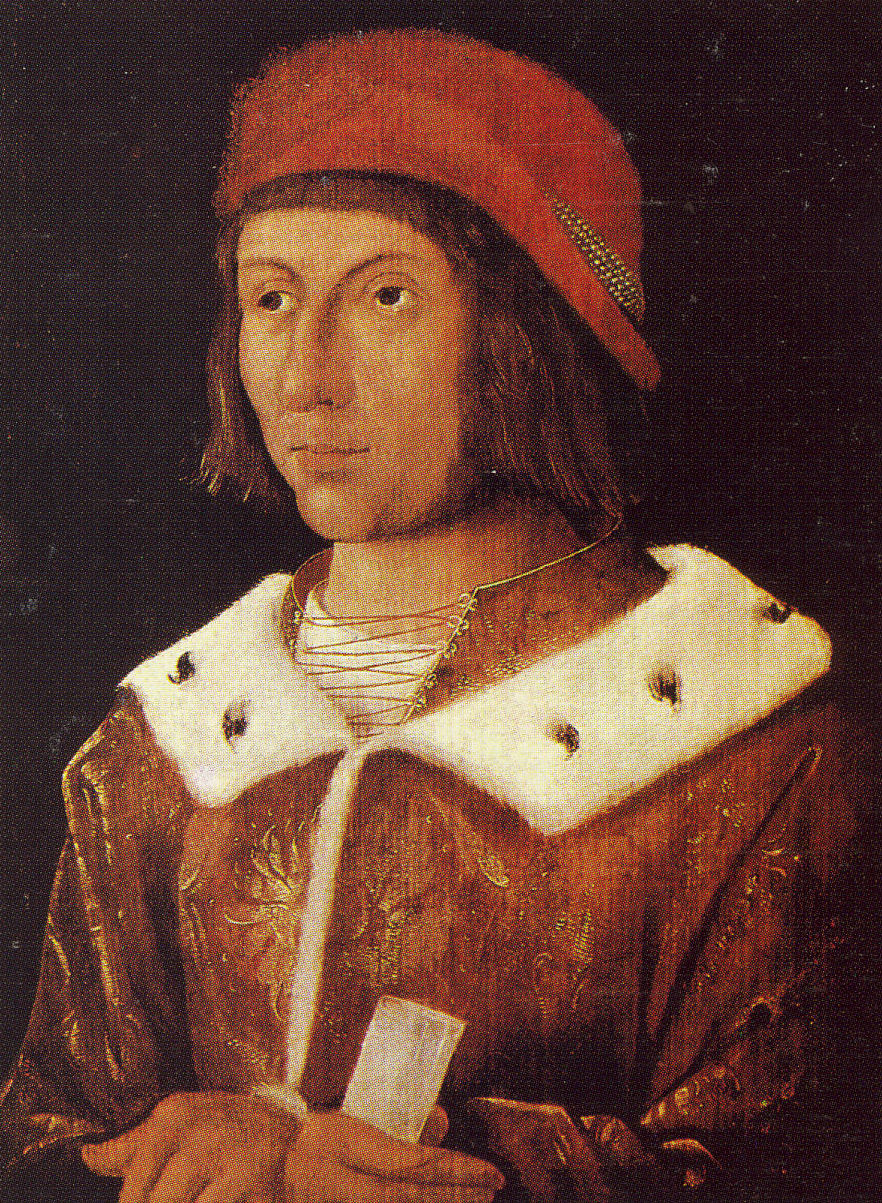
Portret van Frederik I van de Palts door Albrecht Altdorfer. Onder Frederiks bewind bereikte de Palts zijn grootste omvang.

Lodewijk III werd opgevolgd door zijn zoon Lodewijk IV de zachtmoedige die echter al op 25-jarige leeftijd stierf. Omdat zijn zoontje Filips nog maar een jaar oud was nam Lodewijks broer Frederik de regering waar. Frederik benoemde zichzelf tot keurvorst en adopteerde zijn neef om geen onrust te veroorzaken. In Amberg in de Opper-Palts brak wel een opstand uit, maar Frederik wist deze vrij gemakkelijk neer te slaan.
In tegenstelling tot zijn voorgangers breidde Frederik zijn gebied uit met militaire middelen. Onder de regering van Frederik, die vanwege zijn overwinningen der Siegreiche werd genoemd, bereikte de Palts zijn grootste territoriale omvang. Ondanks de oorlogen stak Frederik zich niet in de schulden, waardoor hij geen financiële hulp nodig had van de adel en de steden in zijn land. Onder andere hierdoor ontwikkelde zich in de Palts geen Statenvergadering. Tegelijkertijd steunde de keurvorst de wetenschappen waarmee Heidelberg een centrum werd van het Duitse humanisme.

Kaart van de Palts in 1505. Gebieden die tijdens de Landshuter Successieoorlog verloren gingen zijn geel afgebeeld.

### Landshuter Successieoorlog
Keurvorst Filips zette de politiek van zijn oom om de invloed van de Palts uit te breiden voort. Doordat zijn zoon trouwde met de erfgename van het rijke Beieren-Landshut, Elisabeth, kwam ook dit hertogdom binnen de Paltische invloedssfeer. Toen Elizabeths vader in 1503 stierf brak de Landshuter Successieoorlog uit over de opvolging in het hertogdom. De hertog van Beieren-München, keizer Maximiliaan I en een aantal andere vorsten verenigden zich om verdere machtsuitbreiding van de Palts tegen te houden. Elizabeth en haar man stierven tijdens de oorlog en in 1505 werd de vrede gesloten. De Palts moest zijn zuidelijke gebieden afstaan en Beieren-Landshut werd verdeeld. Het grootste gedeelte kwam aan de hertog van Beieren-München, waardoor Beieren weer verenigd werd. Uit de overige gebieden werd voor Elizabeths zoontjes een nieuw vorstendom opgericht: Palts-Neuburg.
Door de oorlog waren grote delen van het keurvorstendom verwoest, vooral de gebieden op de linker Rijnoever en de Opper-Palts. Het keurvorstendom was zijn invloed grotendeels kwijtgeraakt en had een zware schuld opgebouwd. Omdat veel wetenschappers voor de oorlog waren gevlucht verloor Heidelberg zijn positie als cultureel centrum. 

### Consolidatie en reformatie
Lodewijk V, die regeerde tussen 1508 en 1544, begon de betrekkingen met de keizer en Beieren te verbeteren. Hij trouwde met een Beierse prinses en stemde voor Karel V als nieuwe keizer. Tegelijkertijd gebruikte Lodewijk zijn invloed om zijn broers tot bisschop te laten benoemen, onder andere in Utrecht, Worms en Spiers. Vanaf 1524 liet Lodewijk het kasteel van Heidelberg verbouwen tot woonpaleis met moderne vestingwerken.

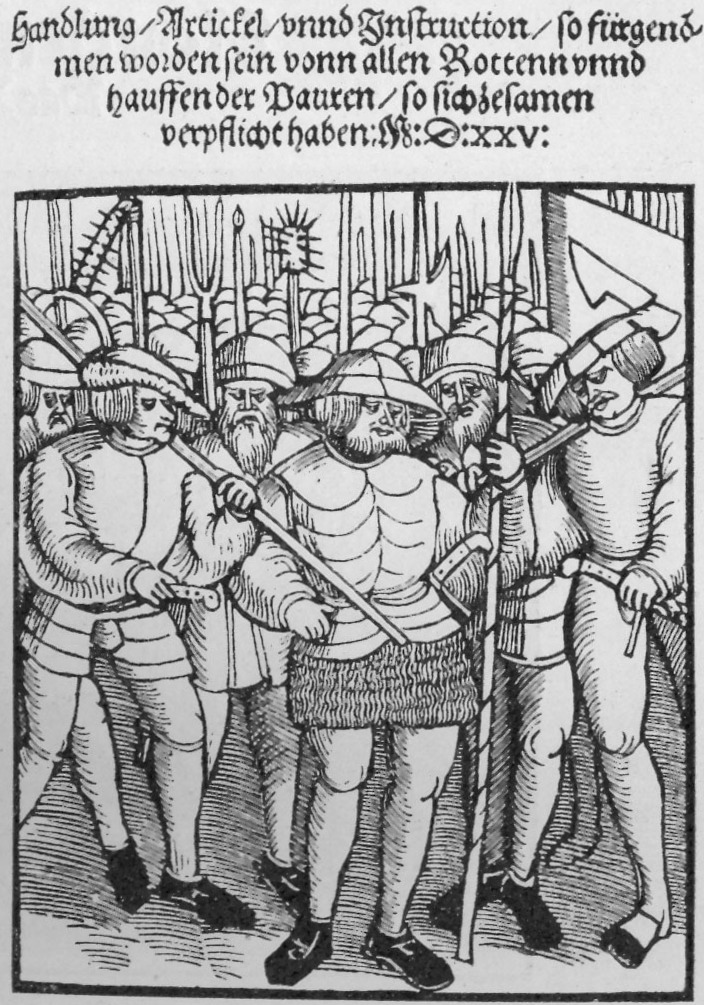
Voorblad van de Twaalf Artikelen waarin de boeren hun eisen kenbaar maakten.

De Reformatie bereikte de Palts relatief vroeg. In 1518, een jaar na de publicatie van zijn 95 stellingen, had Maarten Luther Heidelberg bezocht om zijn leer te verdedigen. Een aantal studenten, die hem hier ontmoetten, werden later zelf bekende hervormers, waaronder Martin Bucer. Lodewijk V bleef zelf katholiek, maar hij deed niets om de reformatie te bestrijden, ook niet toen Luther op de Rijksdag van Worms in de ban werd gedaan. Deze politiek leidde ertoe dat veel inwoners van de Palts zich tot het lutheranisme bekeerden.

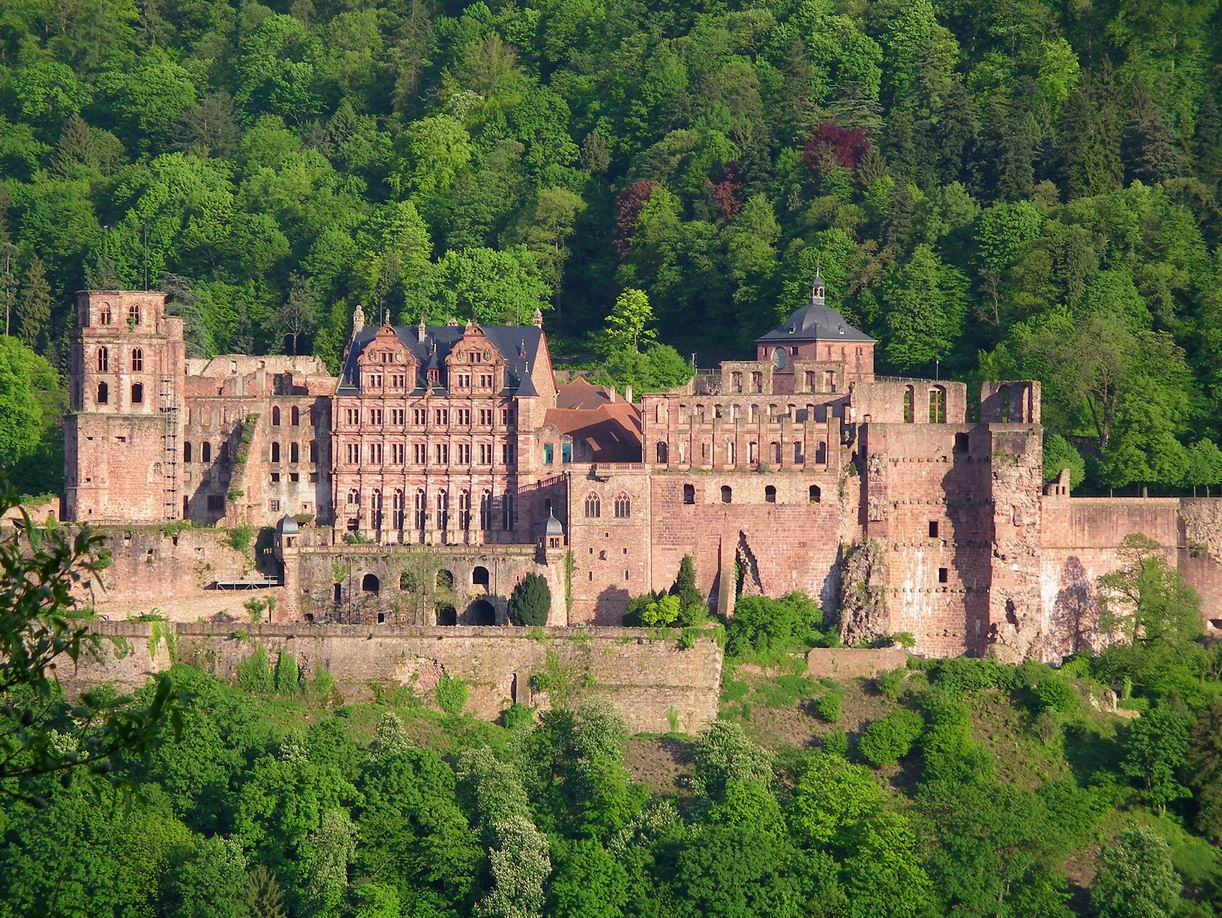
Het kasteel van Heidelberg werd door Lodewijk V en Frederik II omgebouwd tot modern woonpaleis. Onder hun opvolgers werd het verder uitgebreid tot Franse troepen het kasteel tijdens de Negenjarige Oorlog verwoestten.

Verschillende groepen grepen de leer van Luther aan om hun sociale positie te verbeteren. In 1522 kwamen de rijksridders van Zwaben en het Rijnland in opstand tegen de vorsten. Toen de leider van de opstand zich na een mislukte campagne terugtrok op zijn kasteel, zette een vorstelijk leger onder leiding van Lodewijk V een beleg op. Het kasteel viel en de opstand werd neergeslagen. Drie jaar later kwamen de Zuid-Duitse boeren in opstand. Lodewijk V reageerde pas toen Luthers medewerker Melanchthon de opstand veroordeelde. In de Slag bij Pfeddersheim versloeg de keurvorst het boerenleger. Vooral de gebieden aan de linkerzijde van de Rijn werden door de opstanden getroffen: de opstandelingen hadden ten minste achttien kloosters, dertien steden en 37 kastelen geplunderd en platgebrand.
Terwijl de Palts onder Lodewijk officieel katholiek bleef, begon Lodewijks opvolger Frederik II langzaam met de invoering van het lutherse geloof. In 1545 bekeerde hij zich zelf openlijk tot de nieuwe religie. Nadat hij had overlegd met de belangrijkste regeringsfunctionarissen en te horen had gekregen dat ze positief tegenover het lutheranisme stonden, vaardigde Frederik een reformatiedecreet uit. Hierin stond Frederik toe dat priesters trouwden en dat de preek in het Duits gehouden werd.
De nederlaag van de protestanten in de Schmalkaldische Oorlog zorgde ervoor dat Frederik de hervorming in zijn land moest afbreken. De Palts was neutraal gebleven, maar had ook troepen aan het protestantse Schmalkaldisch Verbond geleverd. Na zijn overwinning in 1548 dwong de keizer Frederik om het Interim van Augsburg in zijn gebieden in te voeren. Na een nieuwe opstand van de protestantse vorsten tegen de keizer werd uiteindelijk in 1555 de Godsdienstvrede van Augsburg gesloten. De Duitse vorsten konden vanaf dat moment kiezen tussen het lutherse en het Rooms-katholieke geloof en hun keuze aan hun onderdanen opleggen. Frederik II stierf in 1556 voordat hij van dit recht gebruik had kunnen maken.

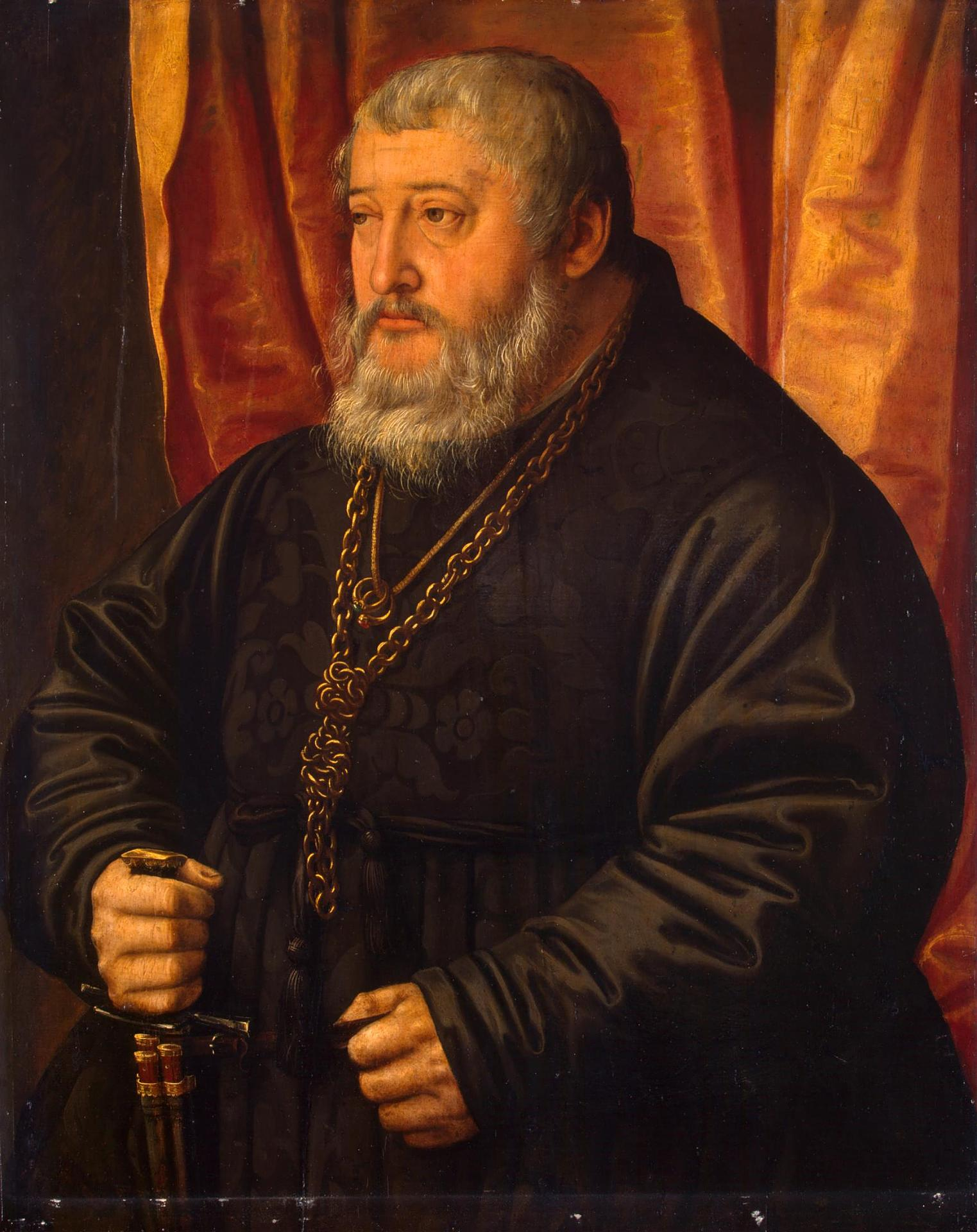
Keurvorst Otto Hendrik.

### Van Luther naar Calvijn
De Palts werd luthers door toedoen van Otto Hendrik, Frederiks neef en oorspronkelijk heerser van het kleine vorstendom Palts-Neuburg. Otto Hendrik voerde meteen na zijn aantreden de reformatie in, waarbij hij ook een nieuw kerkbestuur liet oprichten. De geestelijke leiding kwam te liggen bij een generaalsuperintendent en de dagelijkse leiding bij de Kerkraad. In Heidelberg brak een beeldenstorm uit toen de keurvorst altaren en beelden in de kerken verbood. Katholieken werden onder het nieuwe regime vervolgd, maar protestantse groeperingen zoals de wederdopers werden getolereerd.
Tegelijkertijd met de invoering van het protestantisme werden ook de katholieke kloosters opgeheven. Frederik II had met toestemming van de paus al een aantal kloosters geseculariseerd om hun inkomsten voor de universiteit te kunnen gebruiken. Otto Hendrik hief ook de nog overgebleven kloosters op. De opbrengsten liet hij direct in de staatskas vloeien en de rijke bibliotheek van de Abdij van Lorsch voegde hij samen met de keurvorstelijke bibliotheek. Hiermee legde Otto Hendrik de basis voor de destijds wereldberoemde Bibliotheca Palatina.

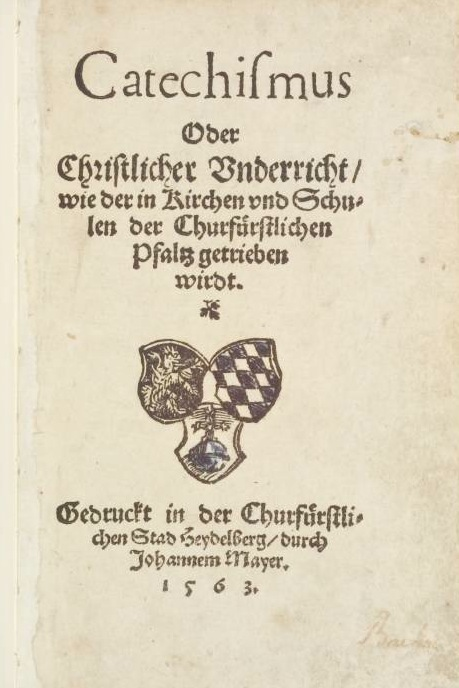
Voorblad van de Heidelbergse Catechismus met het wapen van de Palts.

 Otto Hendrik was het laatste lid uit de Oude Keurlinie, de afstammelingen van Lodewijk III. Hij werd in 1559 opgevolgd door Frederik III van Palts-Simmern. Frederik was luthers toen hij de heerschappij overnam, maar vanaf 1561 begon hij het calvinisme in te voeren. De kerkgemeenten konden zelf de dragers van kerkelijke ambten kiezen, maar de keurvorst benoemde de leden van de kerkraad. Omdat in een ideale calvinistische samenleving de kerkgemeente, en niet de vorst, verantwoordelijk voor het geloof moest zijn kwam het tot conflicten met radicale calvinisten. Tegelijkertijd verzetten veel inwoners zich tegen het gereformeerde geloof en bleven ze aanhangers van Luther.
Om de universiteit te reformeren trok Frederik III calvinistische professoren uit het buitenland aan. Twee van de nieuwe hoogleraren schreven de Heidelbergse Catechismus, een van de bekendste calvinistische geschriften. De Universiteit van Heidelberg werd een internationaal bekend protestants centrum waarvan de helft van de studenten uit het buitenland kwam.
Als enige grote calvinistische vorstendom raakte de Palts geïsoleerd binnen het Heilige Roomse Rijk. Niet alleen de katholieke keizer, maar ook de lutherse keurvorst van Saksen verzette zich tegen de Paltische politiek. In West-Europa steunde de Palts de hugenoten tijdens de Franse Godsdienstoorlogen. Ook trok de Palts veel geloofsvluchtelingen aan, onder andere uit Vlaanderen, die zich in de nieuwe stad Frankenthal vestigden.

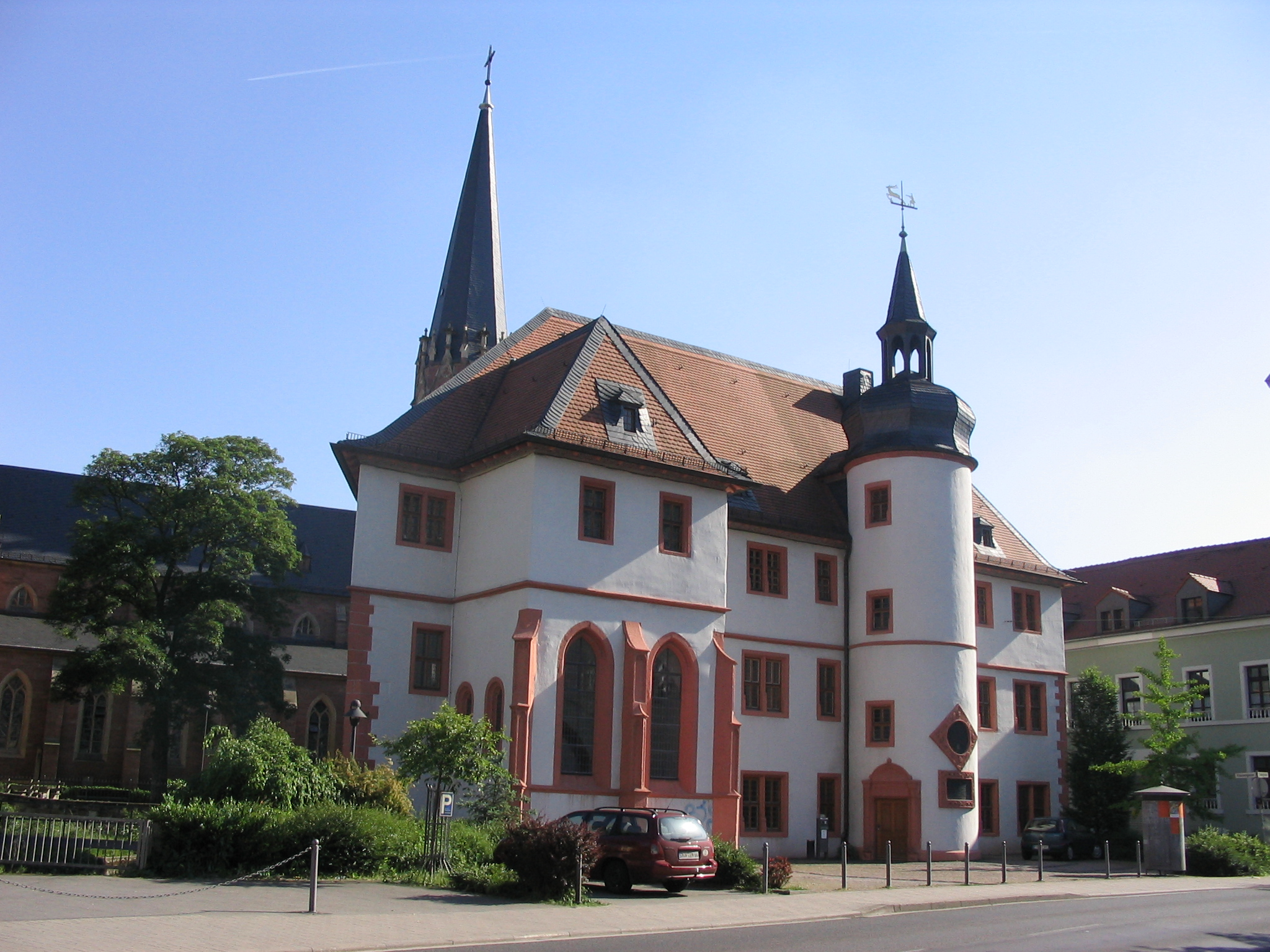
Het Casimirianum in Neustadt werd tijdens het lutherse bewind in de Palts opgericht als nieuwe calvinistische universiteit.

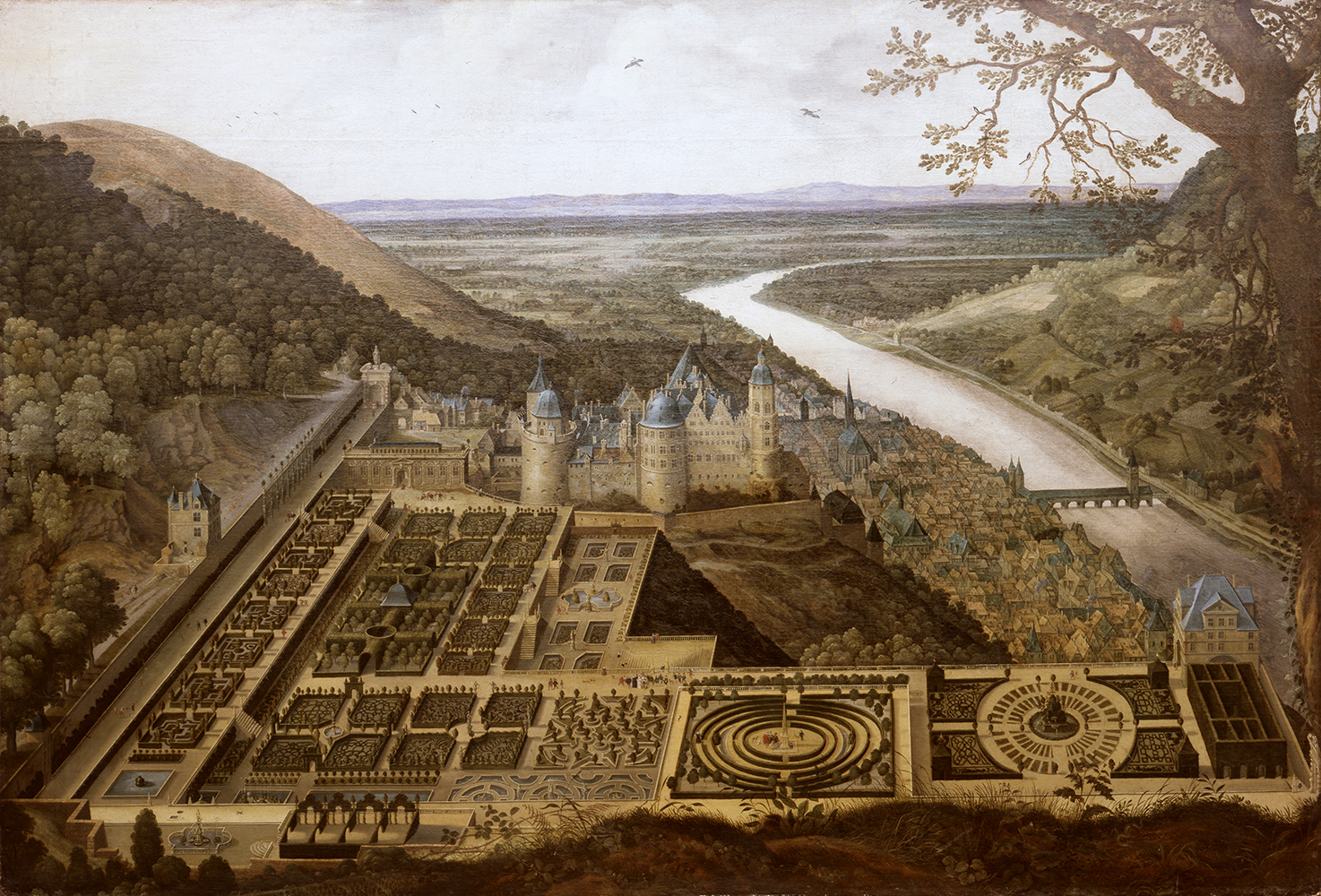
De Hortus Palatinus met op de achtergrond het kasteel en de stad Heidelberg. Schilderij door Jacques Focquier, 1620.

### Aanvoerder van de protestanten

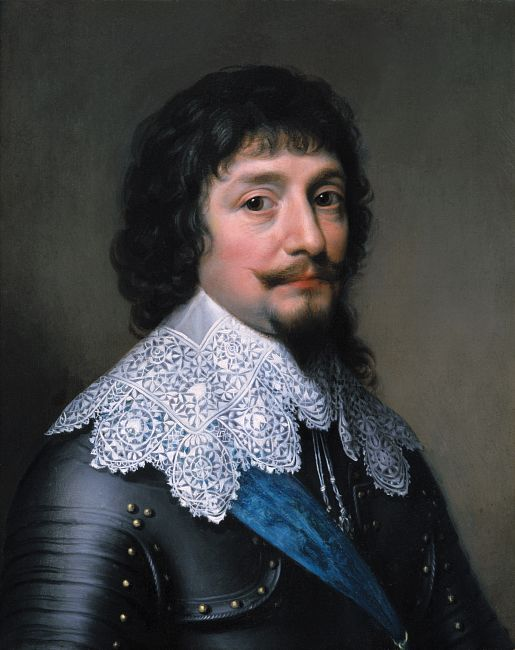
Keurvorst Frederik V, de Winterkoning. Portret door van Miereveld, rond 1630.

Na Frederiks dood werd de Palts verdeeld tussen zijn twee zoons. De streng lutherse Lodewijk IV kreeg het keurvorstendom, zijn jongere calvinistische broer Johan Casimir verwierf Palts-Lautern aan de linkerzijde van de Rijn. Lodewijk IV verving calvinisten op hoge posities door lutheranen en voerde opnieuw het lutheranisme in als staatsgodsdienst. Johan Casimir ving in zijn vorstendom de meeste verdreven calvinisten op. Het lutheranisme was na de zes jaar die Lodewijk IV regeerde opnieuw de grootste godsdienst in de Palts geworden. Verder liet Lodewijk in 1582 het Paltische landrecht vastleggen.
Lodewijks zoon Frederik IV was pas negen toen zijn vader in 1583 stierf, zodat Johan Casimir voogd werd van de jonge keurvorst. Het kostte Johan Casimir meer moeite om het calvinisme opnieuw in te voeren dan zijn broer had gehad om de Palts weer luthers te maken. Voor de gereformeerde avondmaalsviering in de Heiliggeistkirche moest hij zelfs calvinisten uit Spiers laten halen om de kerk vol te krijgen. Frederik IV bekeerde zich uiteindelijk vrijwillig tot het geloof van zijn oom. Tot de bezetting tijdens de Dertigjarige Oorlog bleef de Palts een gereformeerd vorstendom.
Tijdens zijn regering liet Frederik IV de meeste zaken over aan zijn hofraad. Onder leiding van Christiaan I van Anhalt, stadhouder van de Opper-Palts en de facto minister van buitenlandse zaken, brak de Palts uit zijn geïsoleerde positie. Samen met andere protestantse vorsten verzette de Palts zich tegen de vermeende machtsuitbreiding van de katholieke keizer. In 1608 lukte het om de Protestantse Unie op te richten, waarover de Palts de leiding kreeg. De Unie greep in tijdens conflicten binnen het Rijk, zoals de Gulik-Kleefse Successieoorlog. Hierbij bleek dat de alliantie moeilijk bestuurbaar was en veel geld kostte.
Het prestige van de Palts steeg nog meer door het huwelijk van Frederik V met de Engelse prinses Elizabeth Stuart. Frederik liet voor zijn vrouw het kasteel uitbreiden en de Hortus Palatinus aanleggen. Deze tuinen werden door sommige tijdgenoten gezien als het "achtste wereldwonder".
Frederik V zette de anti-Habsburgse politiek van zijn vader voort, maar in de loop van de jaren 1610 namen de spanningen in het Rijk af. Totdat opstandige Boheemse edelen in 1618 de vertegenwoordigers van koning Ferdinand uit het raam van de Praagse burcht gooiden.

### Van koning tot vluchteling
Vanuit Praag breidde de Boheemse Opstand zich steeds verder uit. In 1619 zetten de opstandelingen Ferdinand af als koning van Bohemen. Als een van de protestantse vorsten met de meeste buitenlandse connecties verkozen ze vervolgens Frederik V tot hun nieuwe koning. Frederik verhuisde zijn hof naar Praag, waar hij moest regeren in samenwerking met de Boheemse Staten.
In 1619 leek de oorlog relatief goed te verlopen voor de opstandelingen. Het Boheemse leger sloeg het Beleg voor Wenen en kreeg hulp vanuit Transsylvanië. Vanuit West-Europa bleef substantiële hulp echter uit. Ook de Unie weigerde Frederik te helpen. Ferdinand was intussen tot keizer gekozen en had bondgenootschappen gesloten met Spanje en de vanuit Beieren bestuurde Katholieke Liga. In het geheime Verdrag van München sprak de keizer met de Beierse hertog Maximiliaan I af dat Beieren het Paltische keurrecht zou krijgen. In november 1620 kwam het bij de Witte Berg tot een veldslag tussen het Boheemse en het keizerlijke leger. De Bohemers werden vernietigend verslagen. Frederik V vluchtte via Silezië en Berlijn uiteindelijk naar de Nederlanden, waar de Oranjes hem in Den Haag opvingen.

Met de Slag op de Witte Berg verloor keurvorst Frederik V zijn Boheemse koninkrijk. Door Pieter Snayers, 1620.

De neergeslagen Boheemse Opstand was slechts het begin van de Dertigjarige Oorlog. Zowel keizer Ferdinand II als Frederik V weigerden om hun conflict bij te leggen. Ferdinand deed Frederik en zijn medestanders in 1621 zelfs in de rijksban wegens het breken van de vrede. Maximiliaan veroverde de Opper-Palts terwijl het Spaanse Leger van Vlaanderen de Paltische gebieden aan de linker Rijnoever bezette. Horace Vere, die de Palts moest verdedigen, kon met zijn kleine legermacht de Spanjaarden niet tegenhouden. Beierse troepen onder leiding van graaf Tilly versloegen in 1622 de protestantse legers in de regio. Heidelberg werd in september 1622 ingenomen en de laatste Paltische vesting, Frankenthal, gaf zich over in mei 1623. Hiermee was de Palts verdeeld in een Spaanse en een Beierse bezettingszone.

### Bezetting en verwoesting
De Beierse en Spaanse bezettingsmachten begonnen meteen na de verovering van de Palts met de herinvoering van het katholieke geloof in het kader van de Contrareformatie. Monniken uit verschillende kloosterordes trokken opnieuw in hun oude kloostergebouwen. Calvinistische predikanten werden het land uitgestuurd en de leerstoelen aan de universiteit werden door Jezuïeten bezet. Hertog Maximiliaan van Beieren liet de Bibliotheca Palatina op karren laden en via München naar Rome brengen als geschenk aan de Paus. Met de roof van de bibliotheek verloor de Palts een van zijn waardevolste bezittingen.

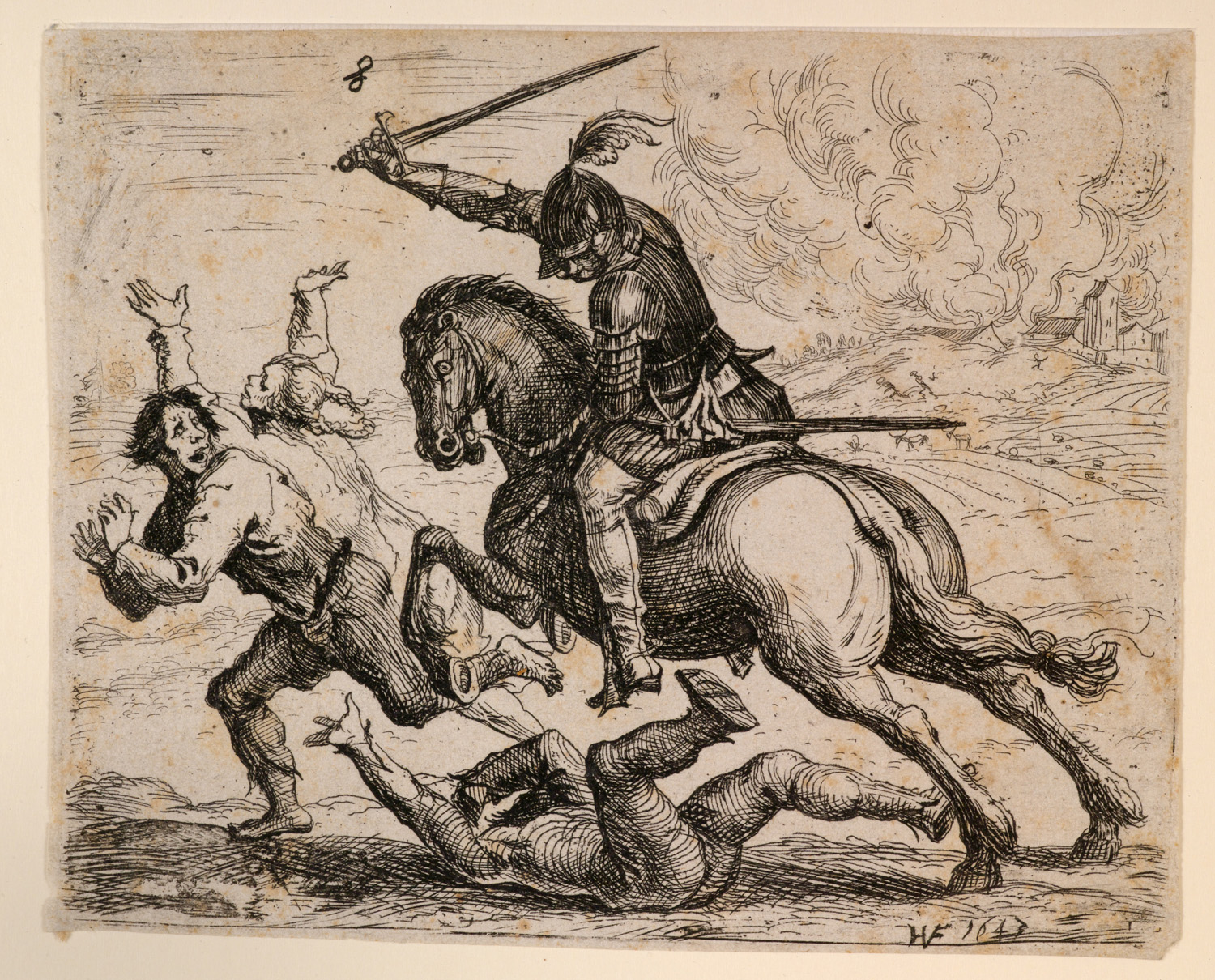
De geharnaste ruiter door Hans Ulrich Franck geeft een beeld van de verschrikkingen tijdens de Dertigjarige Oorlog. Tekening uit 1643.

Keizer Ferdinand I benoemde Maximiliaan in 1623 openbaar tot keurvorst van de Palts, hoewel er over de precieze verdeling van de Paltische gebieden geen besluit werd genomen. Frederik V weigerde deze gang van zaken te erkennen. Wat er precies met de Palts moest gebeuren bleef tijdens de gehele verdere Dertigjarige Oorlog een punt van conflict.
Toen Gustaaf II Adolf van Zweden in 1630 het Heilige Roomse Rijk binnenviel, zag Frederik een kans om zijn keurvorstendom terug te krijgen. Na een reeks overwinningen in Noord-Duitsland veroverden de Zweden in 1632 de Palts en de omliggende gebieden. De eisen die de Zweden aan Frederik stelden om zijn gebieden terug te krijgen waren voor Frederik echter te hoog om ze zomaar te accepteren. Na de Slag bij Nördlingen in 1634 werden de Zweden weer teruggedrongen en werd de Palts opnieuw door bondgenoten van de keizer bezet. Door de Franse inmenging in de oorlog werd de Palts als grensregio een van de zwaarst getroffen oorlogsgebieden. Behalve door directe oorlogshandelingen en plunderingen door soldaten werd de bevolking ook getroffen door hongersnoden en besmettelijke ziektes zoals de pest. Waarschijnlijk stierven tijdens de oorlog rond de 60-70% van de inwoners van de Palts.

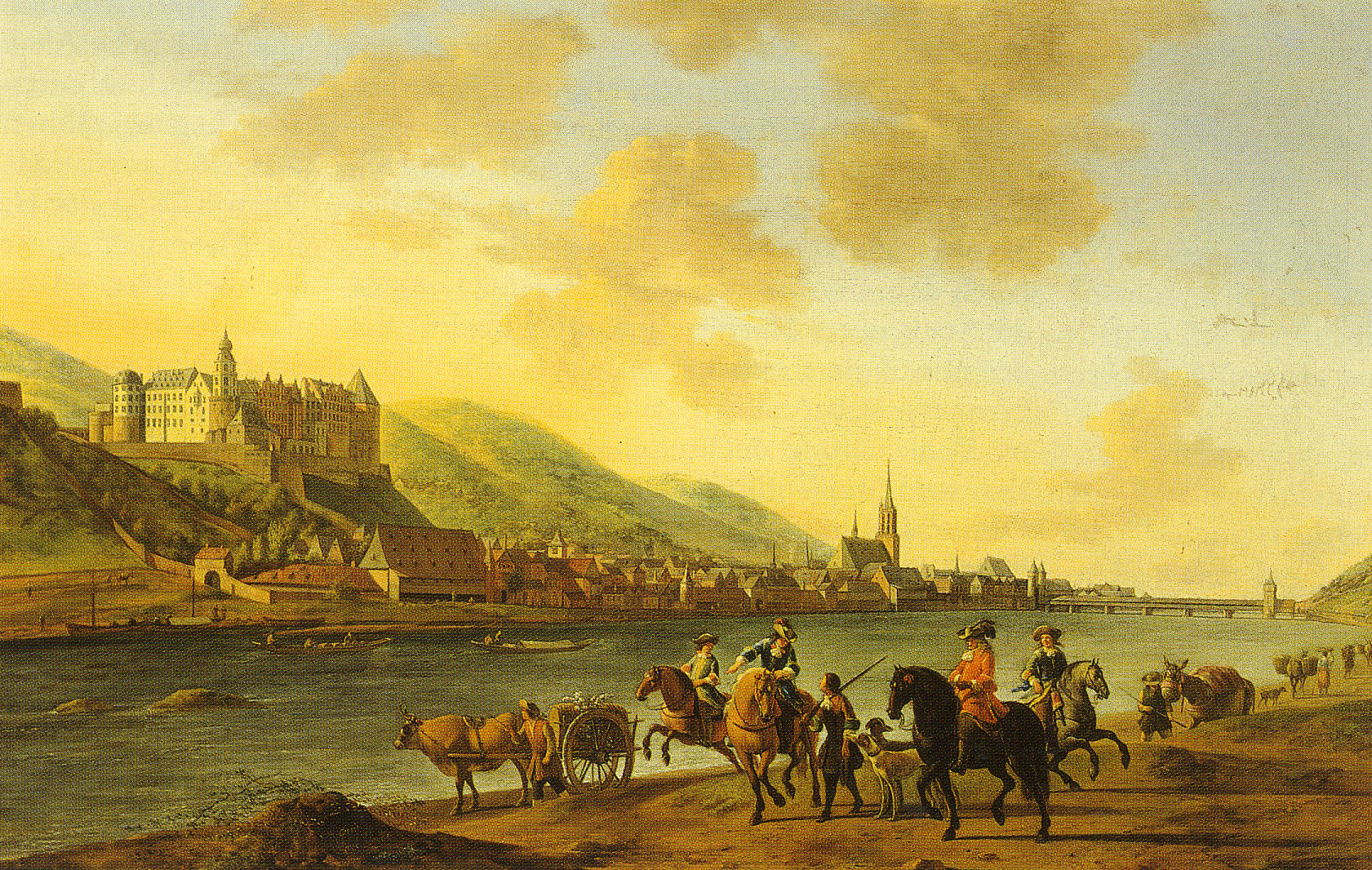
Heidelberg voor de verwoesting van de stad door de Fransen. Schilderij door Gerrit Berckheyde, 1670.

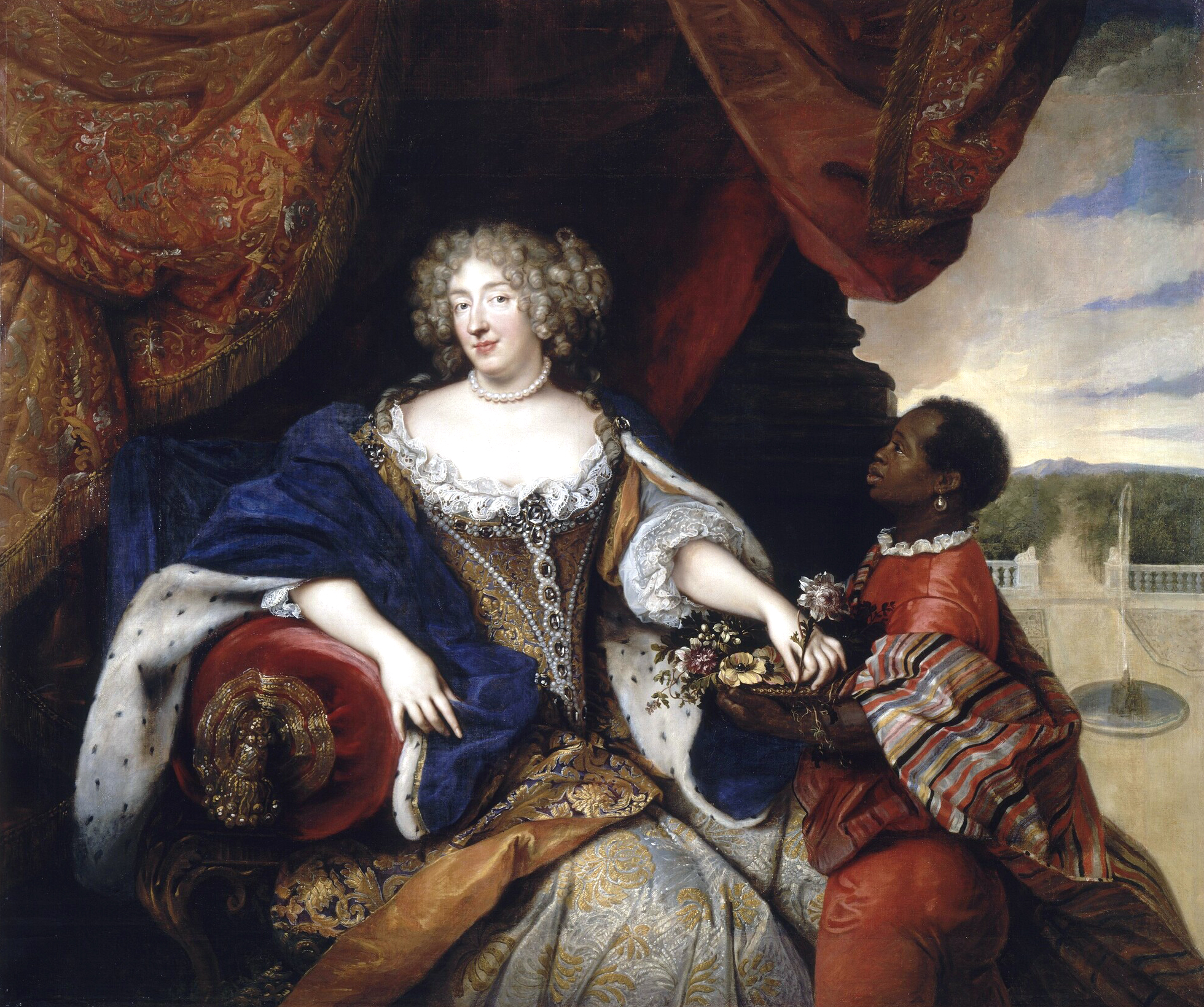
Portret van Liselotte van de Palts aan het Franse hof in Versailles.

### Vrede en wederopbouw
Met de Vrede van Osnabrück werd de Dertigjarige Oorlog in het Heilige Roomse Rijk beëindigd. De keizer erkende het calvinisme als officiële godsdienst binnen het Rijk en onder Zweedse druk gaf hij de Palts terug aan Karel Lodewijk, de zoon van de in 1632 verdreven Frederik V. De Opper-Palts bleef onderdeel van Beieren, net als de oorspronkelijk met de Palts verbonden keurvorstelijke titel, de daarmee verbonden eretitel aartsseneschalk en het recht om als Rijksvoogd op te treden. Voor de Palts werd een nieuwe, lager in rang staande, keurvorstelijke titel geschapen waarmee het aartsambt van aartsschatmeester verbonden werd. Hiermee werd de Paltsgraaf de achtste keurvorst van het Heilige Roomse Rijk.
Karel Lodewijks politiek was erop gericht om het verwoeste land opnieuw op te bouwen en de torenhoge schulden te saneren. Met belastingvrijstellingen, premies en een strenge tolerantiepolitiek trok hij verschillende religieuze minderheden aan, zoals joden, Franse hugenoten, Poolse socinianen en Zwitserse mennonieten. De overheidsuitgaven werden door efficiënt bestuur zo laag mogelijk gehouden. Voor 100.000 gulden kreeg de aartsbisschop van Mainz het in 1463 aan de Palts verpande ambt Starkenburg weer terug, waardoor een deel van de schulden snel afgelost kon worden.
De keurvorst biedt de stad Worms in 1659 aan om hoofdstad van het keurvorstendom te worden. Als de stad dit afwijst en verwijst naar haar rijksvrijheid, wordt Mannheim tot hoofdstad uitgebouwd.
De buitenlandse politiek onder Karel Lodewijk was erop gericht om goede betrekkingen met Frankrijk te onderhouden. In 1671 huwelijkte Karel Lodewijk zijn dochter Liselotte uit aan Filips van Orléans, de broer van koning Lodewijk XIV. De verbinding met Frankrijk vormde echter geen garantie voor bescherming in de oorlogen die de zonnekoning tijdens zijn regering begon. Tijdens de Hollandse Oorlog vonden een aantal veldslagen plaats op Paltisch grondgebied. In 1681 liet Lodewijk XIV zelfs de Paltische gebieden op de linker Rijnoever bezetten als onderdeel van zijn Politique des Réunions.

### Brûlez le Palatinat!
In 1685 stierf het huis Palts-Simmern met Karel II in mannelijke lijn uit. De erfenis kwam aan de katholieke Filips Willem van Palts-Neuburg. Behalve het vorstendom Palts-Neuburg zelf heerste Filips Willem ook over de hertogdommen Gulik en Berg. Lodewijk XIV greep de opvolging aan om in naam van Liselotte aanspraak te doen op delen van de Palts. In 1688 liet hij onverwacht zijn legers het Heilige Roomse Rijk binnentrekken om zijn aanspraken kracht bij te zetten. Lodewijks inval leidde tot de Negenjarige Oorlog, die ook wel de Successieoorlog van de Palts wordt genoemd.

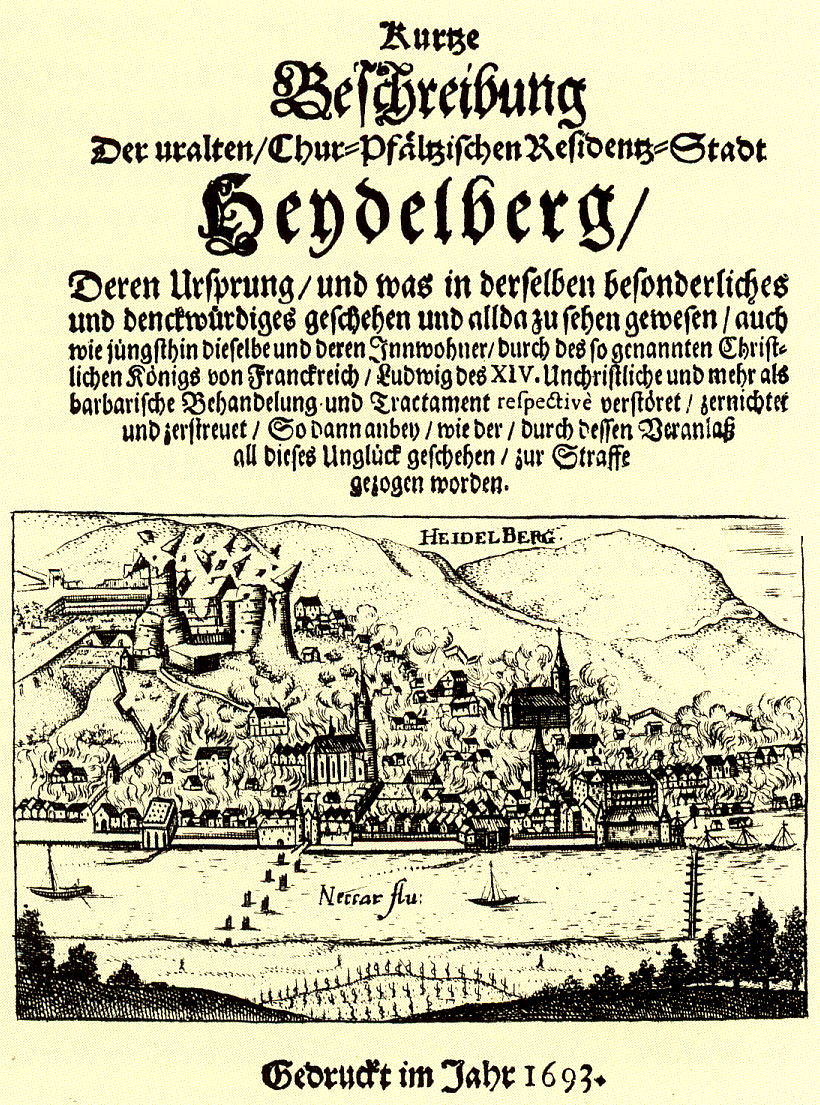
Pamflet over de vernietiging van Heidelberg door de Fransen in 1693.

Het kleine Paltische leger kon geen weerstand bieden tegen de Franse legers die binnen een paar maanden de hele Palts bezetten en verder Duitsland binnentrokken. Toen de keizerlijke legers de Fransen wisten terug te dringen gaf oorlogminister Louvois het bevel om de Palts geheel te verwoesten. Mannheim werd met de grond gelijkgemaakt en andere steden, waaronder Heidelberg en Kreuznach, werden systematisch vernietigd. Het keizerlijke leger drong de Fransen terug, maar in 1693 veroverden de Fransen Heidelberg opnieuw. Het kasteel werd opgeblazen en de nog overgebleven delen van de stad werden in brand gestoken. Uiteindelijk sloten Lodewijk XIV en zijn tegenstanders in 1697 de Vrede van Rijswijk. De Zonnekoning moest de meeste door hem bezette gebieden weer teruggeven en zijn aanspraken op de Palts opgeven. De vernietiging van de Palts is vervolgens vaak gebruikt als symbool voor de anti-Duitse politiek van Frankrijk.
Het keurvorstendom was na de Negenjarige Oorlog ongeveer even erg verwoest als na de Dertigjarige Oorlog. De bevolking was gehalveerd en de Fransen hadden behalve dorpen en steden ook de wijngaarden systematisch in brand gestoken. Vanwege de ravage in de Palts regeerde keurvorst Johan Willem vanuit Düsseldorf in het hertogdom Berg.
Tijdens de Spaanse Successieoorlog (1700-1714) streed keurvorst Johan Willem aan de zijde van de keizer tegen Frankrijk en Beieren. Tijdens de oorlog droeg de keizer de Opper-Palts en de titel aartsseneschalk weer over aan de Palts. Het gebied aan de Rijn werd opnieuw bezet door Franse troepen, maar de bevolking werd minder hard getroffen dan tijdens de eerdere oorlogen. In de Vrede van Baden, die werd gesloten op 7 september 1714 moest Johan Willem de Opper-Palts echter weer afstaan aan Beieren. De Palts was daarmee een van de grootste verliezers van de oorlog.

### Van Contrareformatie naar Verlichting
In tegenstelling tot de meeste andere vorsten in de 18e eeuw bemoeide Johan Willem zich intensief met het religieuze leven in zijn landen. Onder invloed van de contrareformatie probeerde hij de grotendeels protestantse bevolking tot het katholicisme te bekeren. Katholieken werden bevoorrecht in het openbare leven en protestantse kerken werden omgebouwd tot simultaankerk waar zowel katholieke missen als protestantse diensten werden gehouden. Door deze religieuze politiek van de keurvorsten emigreerden veel protestantse inwoners van de Palts naar Amerika, waar ze zich vooral in Pennsylvania vestigden.

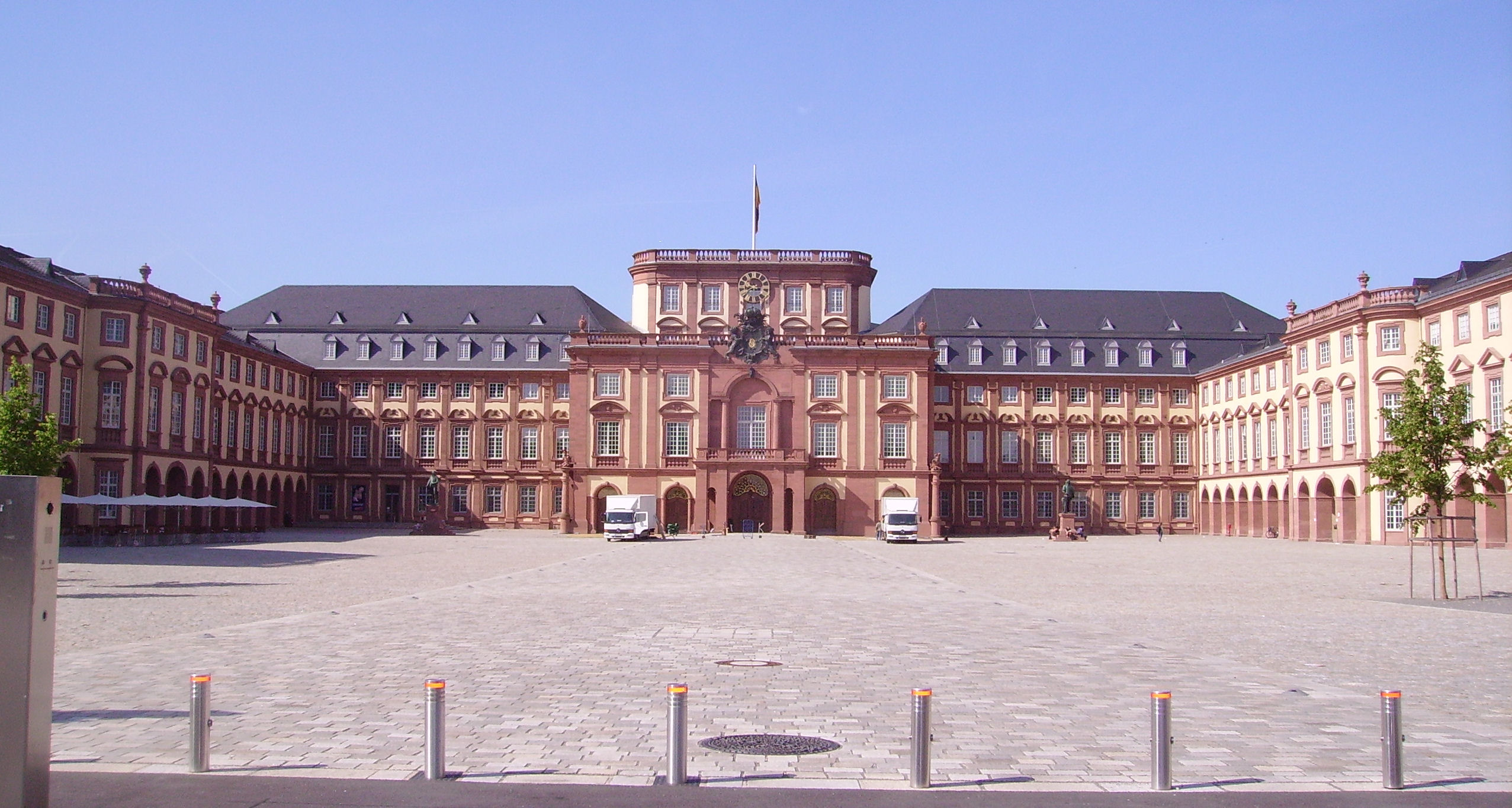
Het Kasteel van Mannheim werd in 1731 in gebruik genomen als nieuwe keurvorstelijke residentie.

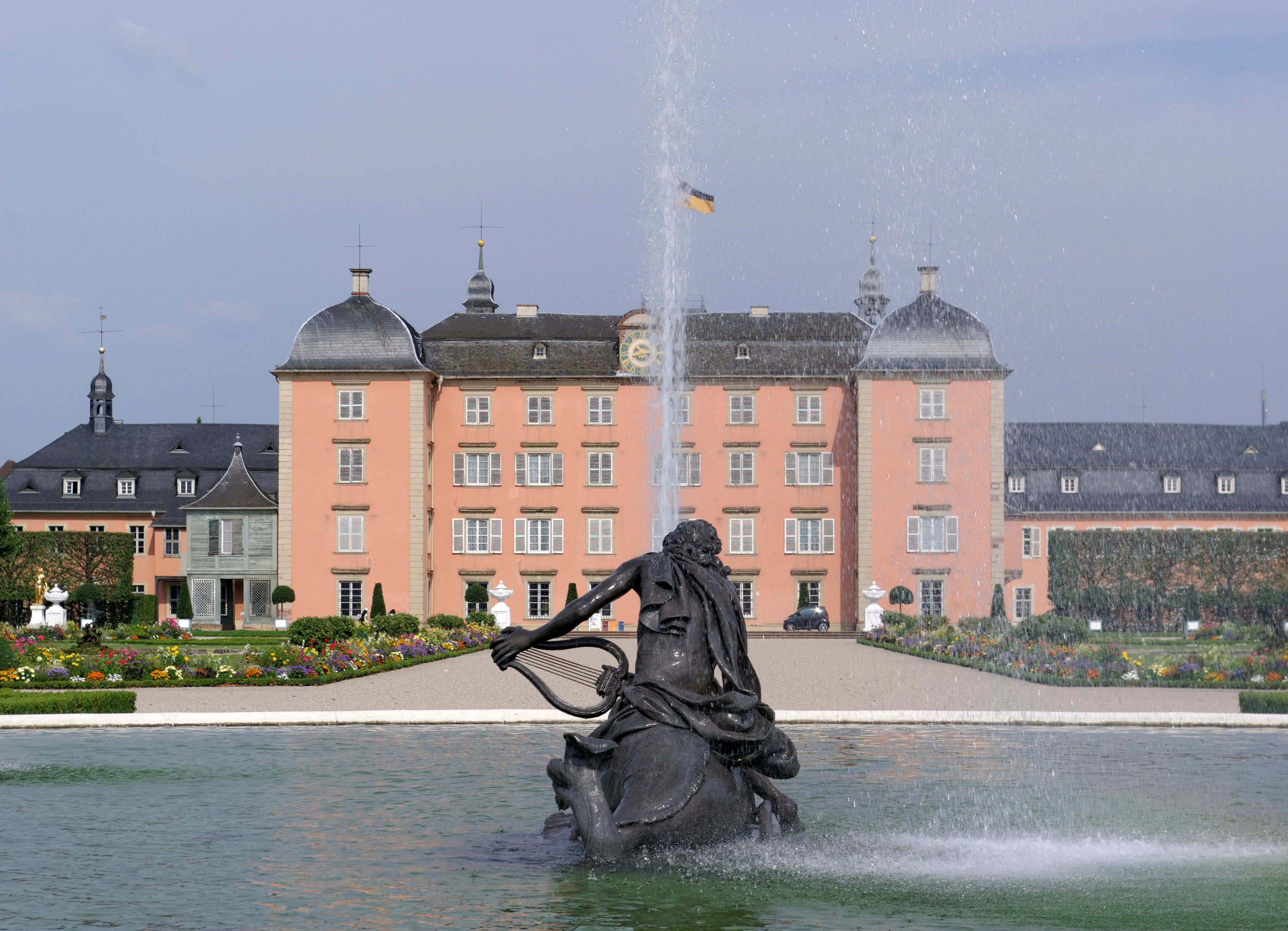
Het barokke Schloss Schwetzingen werd door Karel Theodoor gebruikt als zomerpaleis.

Nu de keurvorsten katholiek waren, ontspanden de betrekkingen met de buurlanden van de Palts. Lokale conflicten met de prinsbisdommen Spiers en Worms werden bijgelegd. Johan Willems broers bekleedden invloedrijke bisschopszetels, zoals Augsburg, Trier en Mainz. Met de keizer onderhield de keurvorst goede banden.
In 1720 probeerde Johan Willems opvolger Karel III Filips van de Palts de Heiliggeistkirche tot katholieke hofkerk om te laten bouwen, maar de gereformeerde gemeente kwam daartegen in opstand. Karel III Filips liet daarop zijn soldaten de kerk bezetten, maar onder internationale druk van onder andere Hannover, Pruisen en de keizer moest Karel zijn plannen opgeven. Hierop verlegde de keurvorst zijn residentie van Heidelberg naar Mannheim, waar hij naar Frans voorbeeld een nieuw paleis liet aanleggen.
Karel III Filips werd na zijn kinderloze dood in 1742 opgevolgd door Karel Theodoor van Palts-Sulzbach. De opvolging viel midden in de Oostenrijkse Successieoorlog waarin de Palts Beieren en Frankrijk steunde tegen Oostenrijk. Opnieuw werd het keurvorstendom bezet en beschadigd door de oorlog. Na de oorlog probeerde Karel Theodoor te laveren tussen de belangen van de grote mogendheden: Frankrijk, Pruisen en Oostenrijk.
Karel Theodoor regeerde als een verlicht vorst. Hij stichtte een academie van wetenschappen en streefde naar een efficiënter bestuur. In 1776 schafte hij foltering bij rechtszaken af. Met mercantilistische maatregelen stimuleerde de regering de export en de industrie.

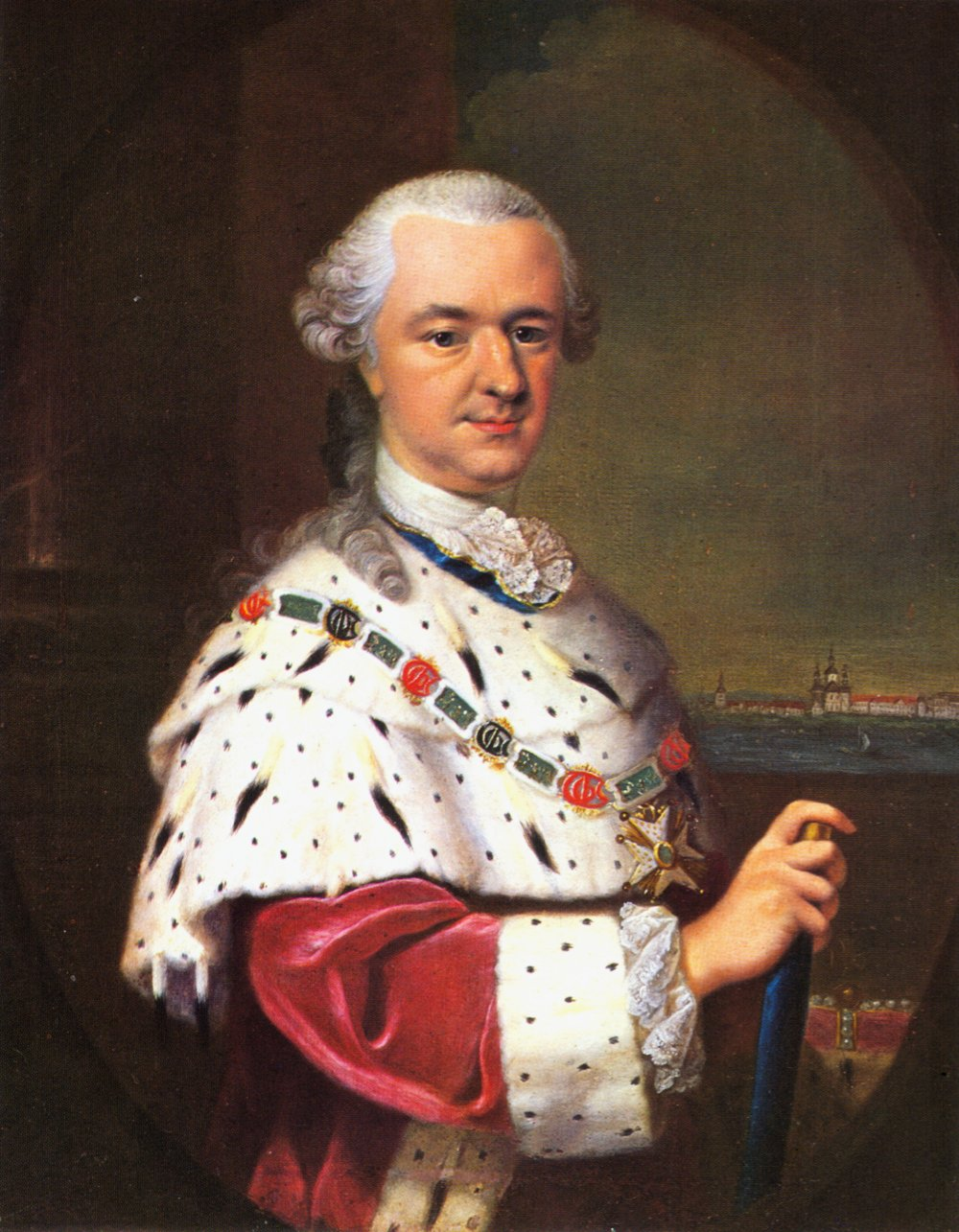
In 1777 verenigde Karel Theodoor Beieren met de Palts. Op Palts-Zweibrücken na regeerde hij over alle Wittelsbachse landen.

### Vereniging met Beieren
In 1777 stierf Maximiliaan III Jozef van Beieren kinderloos; met hem stierf Beierse tak van het huis Wittelsbach uit. De erfenis kwam aan Karel Theodoor van de Palts. Karel Theodoor verenigde zo zeven verschillende vorstendommen in een personele unie: de Palts, Beieren, Palts-Sulzbach, Palts-Neuburg, Gulik, Berg en Bergen op Zoom. Samen werden deze landen ook wel Palts-Beieren genoemd. Omdat Oostenrijk ook aanspraak maakte op Beieren woedde er een korte oorlog over de opvolging van Karel Theodoor.
Karel Theodoor verplaatste zijn hof na zijn opvolging in Beieren van Mannheim naar München. De culturele bloeiperiode in de Paltische hoofdstad kwam hiermee ten einde. Verschillende keren heeft Karel Theodoor geprobeerd om Beieren met Oostenrijk te ruilen voor de Oostenrijkse Nederlanden. Daarmee hoopte hij koning te kunnen worden van een land dat zich uitstrekte van de Rijn tot aan de Noordzee. Onder internationale druk werd de ruil echter nooit uitgevoerd.

### Opheffing van het Paltsgraafschap
De Franse Revolutie die in 1789 uitbrak had grote gevolgen voor de Palts. In navolging van de Fransen eisten Paltische burgers ook vrijheid, gelijkheid en broederschap. In Mannheim werden vrijheidsbomen en een Gezelschap van Vrienden van de Mensenrechten opgericht. Tegelijkertijd trokken ook aristocratische Franse vluchtelingen naar de Paltische hoofdstad. Ondanks de protesten tegen het regime groeide de Palts niet uit tot een revolutionair centrum in Duitsland.

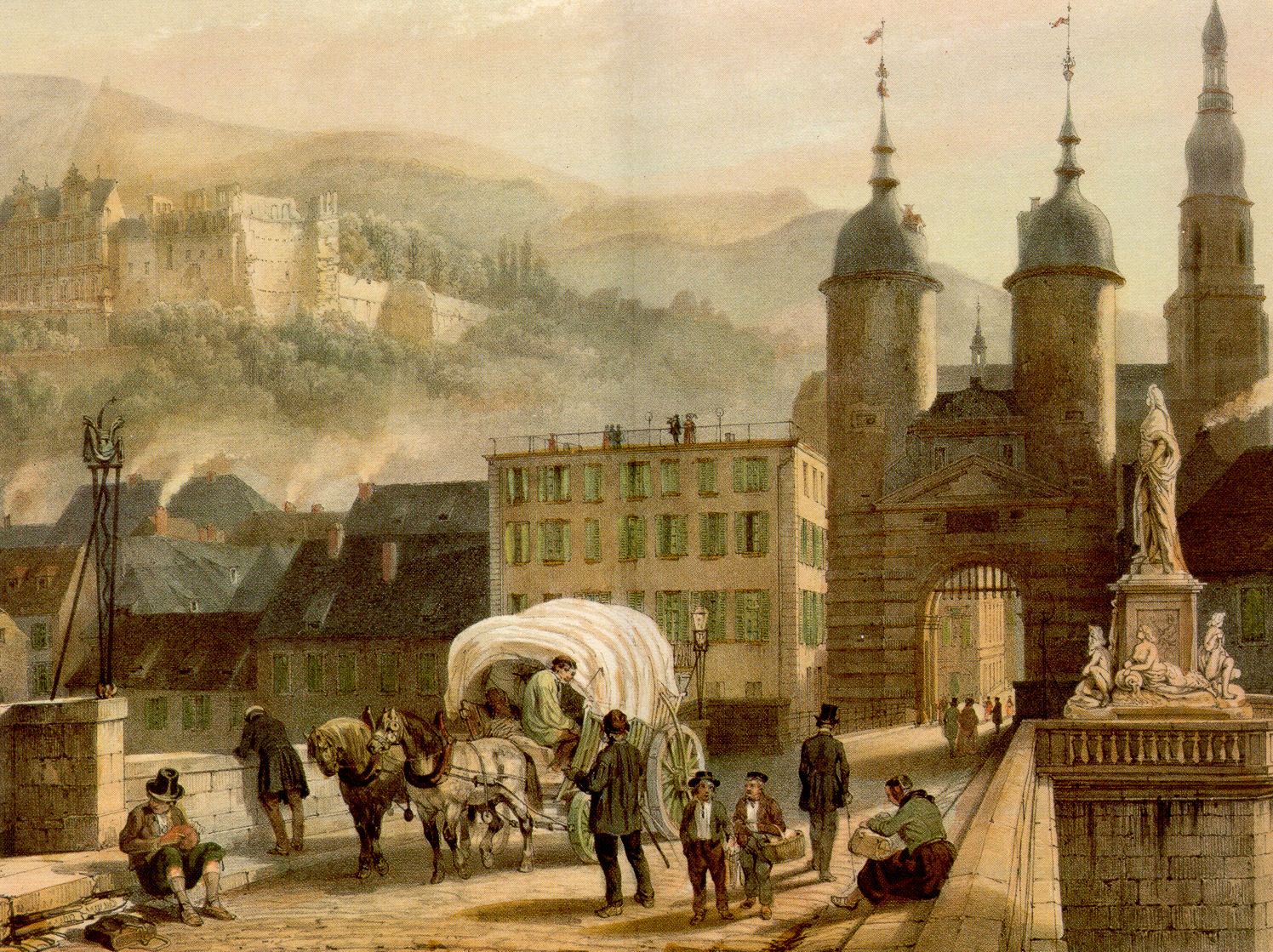
Blik op de Alte Brücke in Heidelberg, 1788.

In 1792 verklaarden de Fransen de oorlog aan Oostenrijk aan Pruisen; het begin van de Eerste Coalitieoorlog. Karel Theodoor probeerde aanvankelijk neutraal te blijven, maar in 1793 bezetten de Fransen de gehele linker Rijnoever. Mannheim werd tijdens de oorlog zwaar beschadigd. In 1798 deelden de Fransen de door hen veroverde gebieden aan de linkeroever van de Rijn als departementen in. De meeste voormalige Paltische gebieden lagen in het departement Mont-Tonnerre.
De laatste keurvorst van de Palts, Maximiliaan Jozef, nam in 1799 de heerschappij over van Karel Theodoor. Met de Vrede van Lunéville in 1801 erkende het Heilige Roomse Rijk het verlies van alle gebieden links van de Rijn. Twee jaar later deed Maximiliaan Jozef afstand van de laatste resten van de Palts. In de Reichsdeputationshauptschluss werd besloten dat het oude keurvorstendom verdeeld zou worden tussen Baden, Hessen-Darmstadt, Leiningen en Nassau-Usingen. Maximiliaan Jozef werd gecompenseerd met gebieden in de omgeving van Beieren. De Palts was het enige wereldlijke vorstendom dat op deze manier van de kaart verdween.

## Bestuur
Het Paltsgraafschap aan de Rijn was over het algemeen genomen een goed en efficiënt bestuurd gebied. In tegenstelling tot de meeste andere staten in het Heilige Roomse Rijk ontwikkelde zich in de Palts geen statenvergadering of landdag, waardoor de keurvorst veel macht had. De Opper-Palts nam binnen het keurvorstendom een aparte positie in. Het gebied werd in naam van de keurvorst bestuurd door een stadhouder, meestal de oudste zoon van de keurvorst. De Opper-Palts had zijn eigen regering en in tegenstelling tot het gebied aan de Rijn ontwikkelde zich hier wel een actieve statenvergadering.

### Opbouw van delandeshoheit
Vanaf de 15e eeuw begonnen de keurvorsten hun gebieden steeds intensiever te besturen en te centraliseren; het begin van een langzaam proces van staatsvorming of territorialisering. Toch is de Palts nooit uitgegroeid tot een moderne staat. Zowel het territorium als de rechten van de inwoners werden nooit helemaal vastgelegd. Ook bleef de volledige soevereiniteit in principe altijd in handen van de keizer.

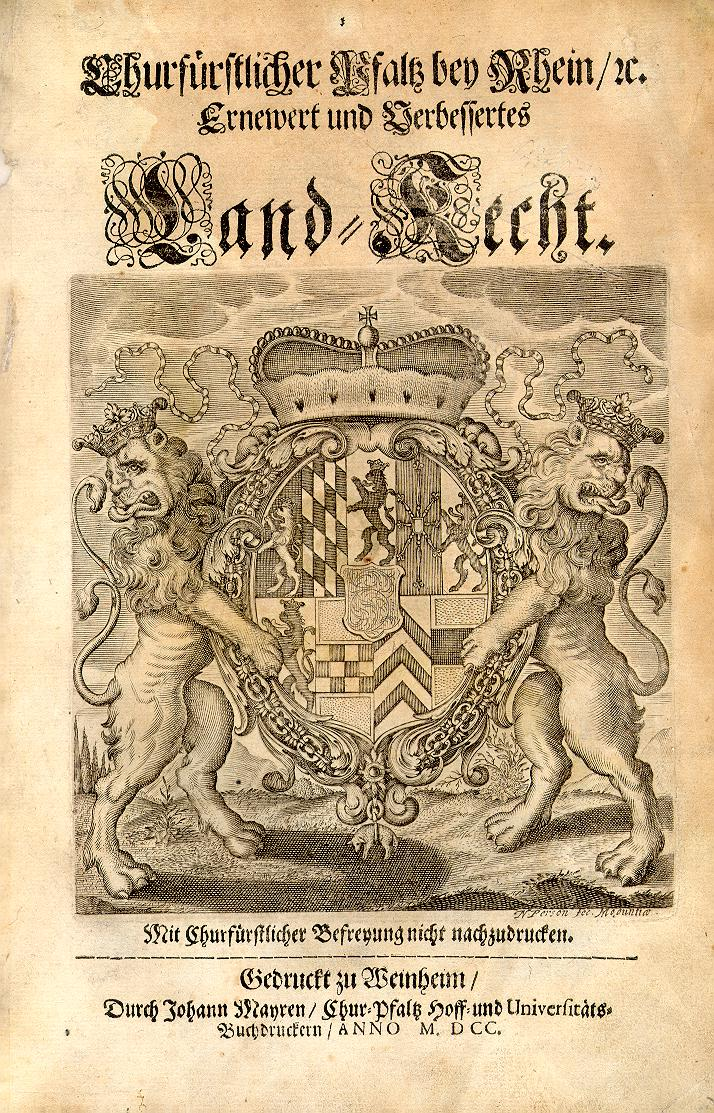
Titelblad van het "Nieuwe en verbeterde landrecht", 1700.

De keurvorsten baseerden hun territoriale soevereiniteit, de landeshoheit, op verschillende middeleeuwse rechten. Grondbezit, belasting- en tolheffing, de oproep tot militaire dienst en de rechtspraak waren de belangrijkste rechten in handen van de keurvorsten. In de Gouden Bul van 1356 was vastgelegd dat de onderdanen van de paltsgraven niet bij hogere instanties dan de keurvorst in beroep konden gaan. Pas in 1462 richtte de keurvorst in Heidelberg een centraal hofgericht op waardoor van dit recht gebruikgemaakt kon worden.
De keurvorsten maakten ook aanspraak op rechten buiten de gebieden die onder hun directe heerschappij vielen. Hierdoor bouwden de heersers van de Palts een systeem van satellietstaten op. Hieronder vielen zowel de prinsbisdommen Worms en Spiers, de rijkssteden Heilbronn, Wimpfen, Spiers en Worms als een aantal rijksridders. Tegelijkertijd leidde de uitoefening van rechten buiten de grenzen van de Palts tot eindeloze conflicten met buurlanden.

### Bestuursorganen
Het politieke machtscentrum van de Palts was het keurvorstelijke hof. Aanvankelijk werd de keurvorst bij het bestuur van zijn land alleen gesteund door zijn hofraad. In 1557 werd de hofraad hervormd tot de Oberrat (Opperraad) die voor de meeste belangrijke beslissingen verantwoordelijk was. De Oberrat bestond uit zes leden die door de keurvorst benoemd werden: drie edelen en drie geleerden uit de Burgerij. De kanselarij was verantwoordelijk voor administratieve zaken en de rekenkamer hield zich bezig met de financiën.
Aan het begin van de 18e eeuw richtte de keurvorst de Geheime Konferenz op als centraal orgaan voor alle landen die door de Paltische Wittelsbachers bestuurd werden. Het ambtenarenapparaat werd in de loop van de eeuw uitgebreid, waarbij commissies werden opgericht die zich met specifieke taken bezig moesten houden, zoals een bouwwerkencommissie of een tolcommissie. Karel Theodoor liet een commerciecommissie oprichten om zo meer invloed op de economie te kunnen uitoefenen.

### Bestuurlijke indeling
In de 16e eeuw was de indeling van de paltsgravelijke gebieden in ämter algemeen doorgevoerd. De ämter werden vanuit plaatselijke stadjes bestuurd door functionarissen met verschillende titels zoals Amtmann, Vogt, Burggraaf en Viztum. Na de Dertigjarige Oorlog werd de Palts ingedeeld in oberamter. Daaronder vielen soms nog kleinere ämter of unterämter. Heidelberg, Mannheim en Frankenthal waren uitgezonderd van de indeling in oberämter en vormden hun eigen stadtämter.
| Stadtämter en Oberämter in 1789                   | | |
| Stadtämtern 1 Frankenthal 2 Mannheim 3 Heidelberg | Oberämter links van de Rijn 4 Alzey 5 Bacharach 6 Germersheim 7 Kreuznach 8 Neustadt 9 Lautern 10 Lauterecken 11 Oppenheim 12 Simmern 13 Stromberg 14 Veldenz | Oberämter rechts van de Rijn 15 Boxberg 16 Bretten 17 Heidelberg 18 Ladenburg 19 Lindenfels 20 Mosbach 21 Otzberg 22 Umstadt (Condominium met Hessen-Darmstadt) |

## Bevolking
| Bevolkingsaantallen van steden in de Palts                               |                |                                  |                |
| Steden in 1577                                                           | Steden in 1577 | Steden in 1777                   | Steden in 1777 |
| Stad                                                                     | Inwonertal     | Stad                             | Inwonertal     |
| Heidelberg                                                               | 6000 - 7000    | Mannheim                         | 25.000         |
| Kreuznach                                                                | 3000           | Heidelberg                       | 10.000         |
| Bensheim, Lautern, Neustadt, Oppenheim, Weinheim                         | 2000           | Frankenthal, Neustadt, Kreuznach | 3500           |
| Bretten, Eberbach, Frankenthal, Ladenburg, Mosbach, Heppenheim, Wiesloch | 1000 - 1500    | Alzey, Weinheim                  | 2300 - 2600    |

### Demografie
Uit de periode voor de 18e eeuw zijn bijna geen exacte demografische gegevens bekend. Het aantal inwoners van de Palts kan daarom alleen via schattingen benaderd worden. Met behulp van belastingenlijsten is de bevolking van de Palts in 1577 geschat op 260.000. Hiervan leefden ongeveer 80.000 mensen, rond de 30%, in de Opper-Palts. Heidelberg was met zes- tot zevenduizend inwoners de grootste stad in de Palts. Amberg had rond de 4000 inwoners, Kreuznach ongeveer 3000. De immigranten die naar het keurvorstendom trokken vestigden zich vooral in Frankenthal, dat in 1577 stadsrechten kreeg. In 1618 had Frankenthal ongeveer evenveel inwoners als Heidelberg. Tussen 1577 en 1618 werd de bevolkingsgroei afgeremd door regelmatige uitbraken van de pest.
De Palts was tijdens de Dertigjarige Oorlog een van de zwaarste getroffen oorlogsgebieden. In 1675, ongeveer vijfentwintig jaar het einde van de oorlog had de Palts nog slechts 70.000 inwoners, dat is ongeveer 40% van de geschatte bevolking in 1577. De bevolking werd door de Negenjarige Oorlog opnieuw zwaar getroffen: tijdens deze oorlog verloor de Palts ongeveer de helft van zijn inwoners. Vanaf 1700 zette zich echter een relatief snelle bevolkingsgroei in. In 1725 was het inwonertal weer terug op het niveau van voor de Negenjarige Oorlog. In 1773 telde de Palts 264.000 inwoners en in 1792 waren dat er 323.000: een groei van 22% in 18 jaar. Aan het einde van de 18e eeuw was de Palts met ongeveer 75 tot 80 inwoners per vierkante kilometer een van de dichtst bevolkte gebieden in het Heilige Roomse Rijk.

### Taal en religie
De meeste inwoners van de Palts spraken verschillende Duitse dialecten. De meeste immigranten die zich in de Palts vestigden spraken Frans. Ten slotte werd in de Joodse gemeenschappen van Mannheim en Heidelberg Jiddisch gesproken.

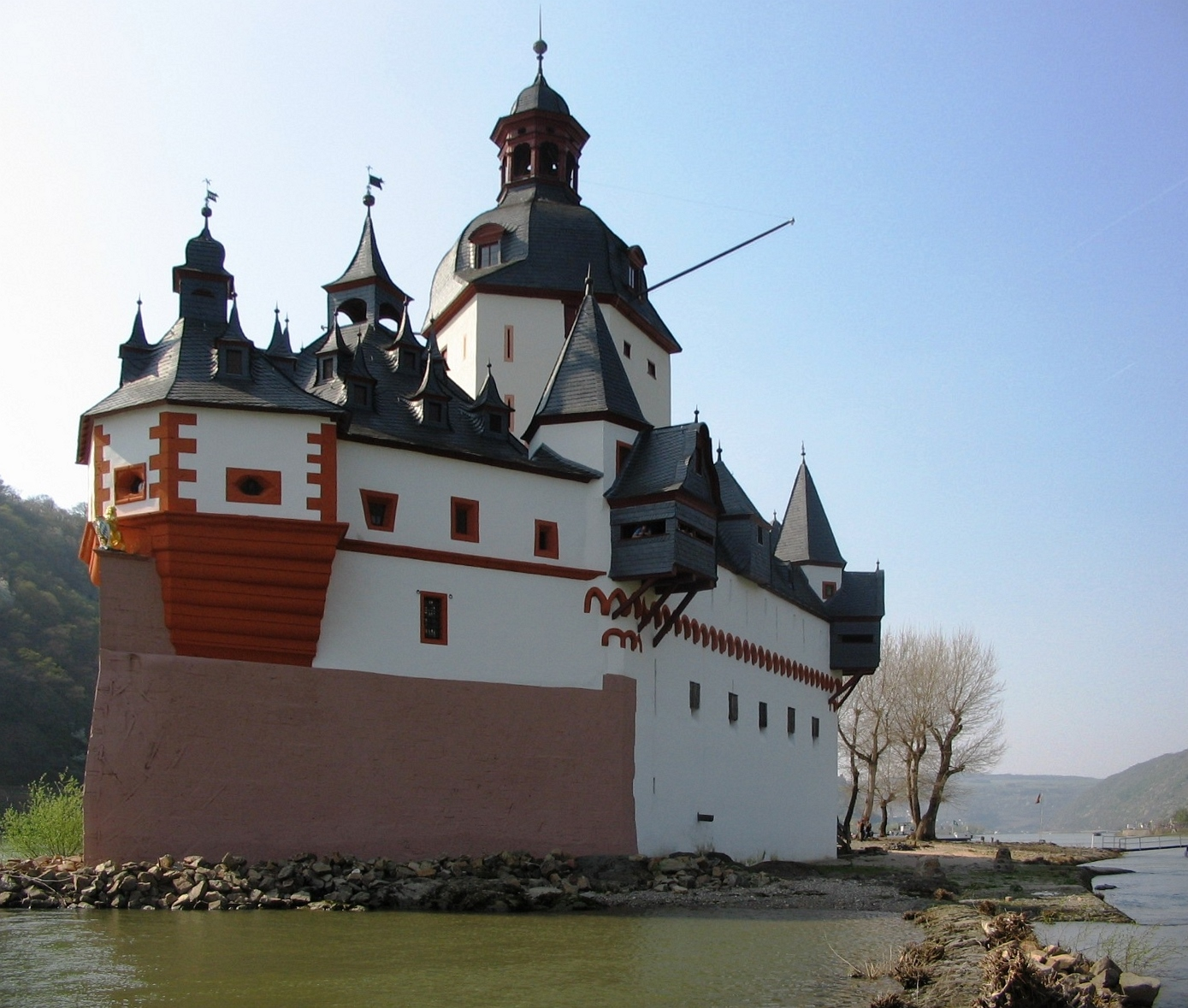
Burg Pfalzgrafenstein bij Kaub. Het kasteel werd vanaf het begin van de 14e eeuw gebruikt om tollen te heffen op de Rijn, een lucratieve bezigheid voor de paltsgraven. De zijtorentjes en de koepel zijn toevoegingen uit de Renaissance en de Barok.

## Economie
Gedurende de hele geschiedenis van het land bleef de Palts een overwegend agrarisch gebied. De meeste inwoners leefden van wijnbouw, tuinbouw en de schapenhouderij. Vanwege het relatief warme klimaat en de vruchtbare grond stond de Palts bekend als "de tuin van Europa". Bosbouw en later de daarmee samenhangende papierindustrie waren naast de landbouw belangrijke inkomstenbronnen voor de Paltische bevolking. In het noorden van het land lag een klein mijnbouwgebied, het Nordpfälzer Bergland, waar kwik gewonnen werd. In de late 18e eeuw deden de keurvorsten pogingen om de industrie op gang te brengen, maar in tegenstelling tot meer oostelijk gelegen gebieden van Duitsland groeide de Palts niet uit tot een bekende Proto-industriële regio.

### Mercantilisme

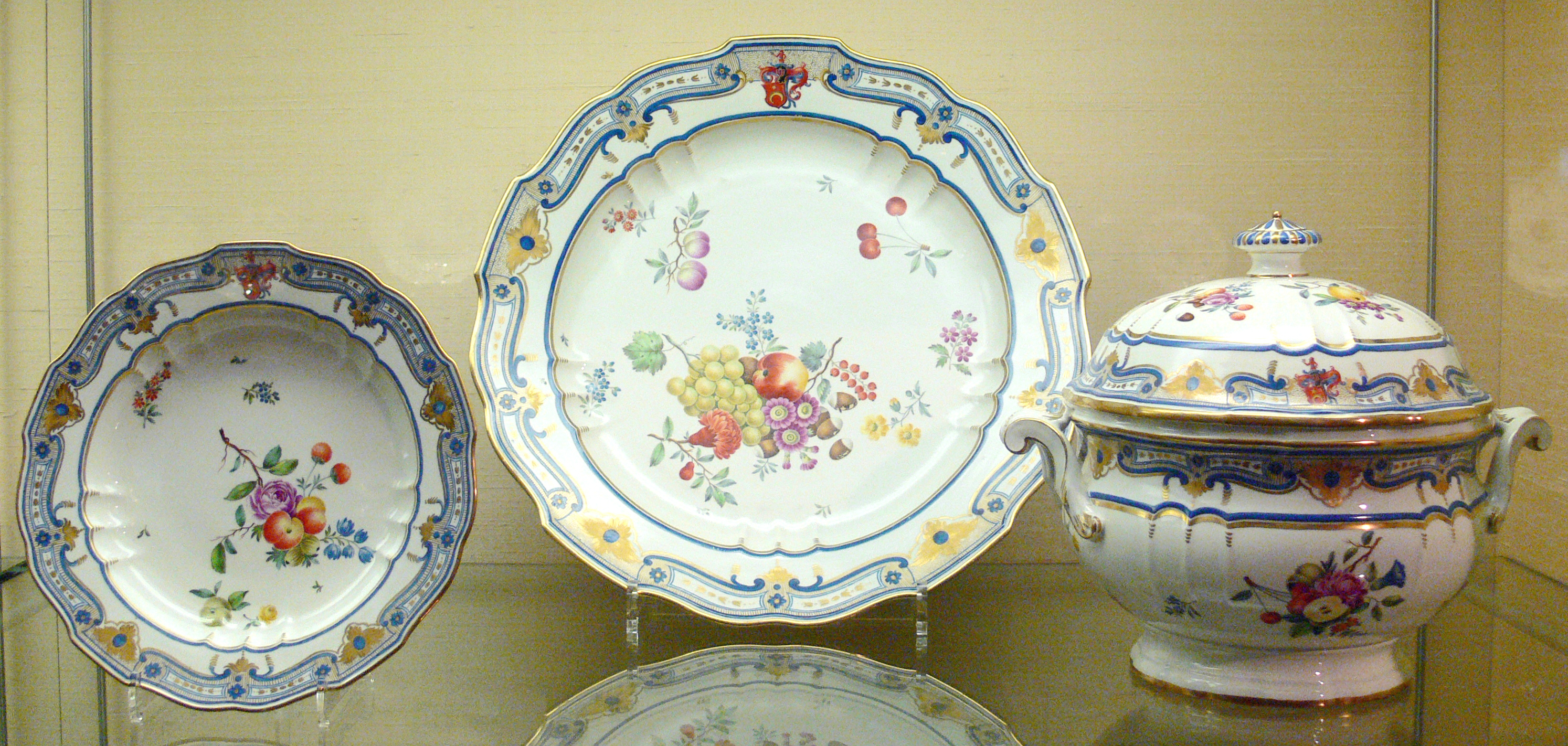
Frankenthaler porselein uit 1782.

De eerste keurvorst die bewust de economie wilde stimuleren door een mercantilistische politiek was Karel III Filips. Hij bevorderde de tabaksteelt en de industriële verwerking van de planten tot rookbare tabak. De tabaksmanufactuur, die hij in Mannheim liet oprichtten ging echter al snel failliet. Naar Frans voorbeeld zette Karel Theodoor het mercantilisme van zijn voorganger voort. Frankenthal, Heidelberg en Lautern werden centra van de textielnijverheid. Behalve wol werd ook zijde verwerkt en voor de productie van zijde werden Moerbeibomen aangeplant. In 1755 richtte Karel Theodoor in Frankenthal een porseleinfabriek op, die tot 1799 in bedrijf bleef. Zijde en porselein waren de enige industriële exportartikelen uit de Palts. Om de economie verder te bevorderen liet Karel Theodoor de infrastructuur moderniseren, bijvoorbeeld door lanen aan te laten leggen en de benedenloop van de Neckar te kanaliseren. Mannheim groeide uit tot een verkeersknooppunt waar alle wegen in de Palts samenkwamen. Karel Theodoors economische politiek was in vergelijking met andere vorsten niet erg vooruitstrevend. Tegelijkertijd vormden de hoge belastingen een rem op de economische groei.

## Cultuur

### Slotbeschouwing
De in 1803 doorgevoerde verdeling van de Palts op de rechter Rijnoever hield stand, met dien verstande dat het vorstendom Leiningen in 1806 werd gemediatiseerd door het groothertogdom Baden. Het deel van het voormalige keurvorstendom op de linker Rijnoever werd na de Franse nederlagen op het Congres van Wenen in 1815 verdeeld onder het koninkrijk Pruisen, het groothertogdom Hessen-Darmstadt en het koninkrijk Beieren. Het deel dat aan Hessen-Darmstadt kwam was het belangrijkste deel van de nieuwe provincie Rheinhessen (hoofdstad Mainz). De nieuwe titel van de vorst werd: groothertog van Hessen en aan de Rijn. Deze titel is duidelijk geïnspireerd door de titel paltsgraaf aan de Rijn. Het deel dat aan Beieren toekwam was het belangrijkste deel van de nieuwe provincie Rheinpfalz (hoofdstad Spiers).
Toch was de nieuwe verdeling niet stabiel. Er dreigde een successieprobleem in het groothertogdom Baden. Op enig moment zou er een opvolging komen door nakomelingen van groothertog Karel Frederik (overleden in 1811) door nakomelingen uit zijn tweede huwelijk met de niet vorstelijke Louise van Geyersberg. Een aantal staten, waaronder Beieren, erkenden de rechten van deze nakomelingen niet en Beieren maakte dan ook aanspraak op teruggave van de gebieden van de voormalige Palts in Baden. Het doel van deze gebiedsuitbreiding was de vorming van een landbrug tussen Beieren en geïsoleerd liggende provincie Rijnpalts.
In 1819 werd door de Europese machten de integriteit van het groothertogdom Baden erkend.
Na de Duitse nederlaag van 1945 vielen de gebieden op de linker Rijnoever onder de Franse zone en werden de grenzen door de Franse autoriteiten veranderd. In juli 1945 werden de Beierse Rheinpfalz en het Hessische Rheinhessen verenigd tot de nieuwe provincie Hessen-Palts. Vervolgens werd begin 1946 de provincie Rijnland-Hessen-Nassau gevormd uit delen van de Pruisische Rheinprovinz en de Pruisische provincie Hessen-Nassau. Ten slotte verenigde de Franse militaire regering beide nieuwe provincies op 30 augustus 1946 tot het land Rijnland-Palts. In de situatie op de rechter Rijnoever veranderde vrijwel niets.
Stroomafwaarts gezien behoort het deel rechts van de Rijn thans tot de bestuurlijke regio Karlsruhe van Baden-Württemberg en het deel links van de Rijn tot de regio Rijn-Hessen-Palts van Rijnland-Palts.
Er werden diverse pogingen ondernomen om de splitsing van de oude Keur-Palts ongedaan te maken, onder andere in 1948 met de toenmalige burgemeester van Mannheim, Hermann Heimerich, als woordvoerder. De historische moeilijkheid bestaat daarin dat de Palts een verbrokkelde staat was gedurende de Vroegmoderne Tijd, hetgeen moeilijk te combineren is met meer aaneengesloten staten van de 19e eeuw.